# فهرست سیارک‌ها (۱۶۵۰۰۱–۱۶۶۰۰۱)
فهرست سیارک‌ها (۱۶۵۰۰۱ - ۱۶۶۰۰۱) فهرست سیارک‌ها از ۱۶۵۰۰۱ تا ۱۶۶۰۰۱ است.
| نام    | نام انگلیسی  | تاریخ کشف       |
| ------ | ------------ | --------------- |
| ۱۶۵۰۰۱ | 2000 BA38    | ۲۸ ژانویه ۲۰۰۰  |
| ۱۶۵۰۰۲ | 2000 BM49    | ۲۶ ژانویه ۲۰۰۰  |
| ۱۶۵۰۰۳ | 2000 BT49    | ۲۱ ژانویه ۲۰۰۰  |
| ۱۶۵۰۰۴ | 2000 CH15    | ۲ فوریه ۲۰۰۰    |
| ۱۶۵۰۰۵ | 2000 CD22    | ۲ فوریه ۲۰۰۰    |
| ۱۶۵۰۰۶ | 2000 CC39    | ۳ فوریه ۲۰۰۰    |
| ۱۶۵۰۰۷ | 2000 CW44    | ۲ فوریه ۲۰۰۰    |
| ۱۶۵۰۰۸ | 2000 CJ45    | ۲ فوریه ۲۰۰۰    |
| ۱۶۵۰۰۹ | 2000 CC46    | ۲ فوریه ۲۰۰۰    |
| ۱۶۵۰۱۰ | 2000 CG79    | ۸ فوریه ۲۰۰۰    |
| ۱۶۵۰۱۱ | 2000 CA82    | ۴ فوریه ۲۰۰۰    |
| ۱۶۵۰۱۲ | 2000 CJ84    | ۴ فوریه ۲۰۰۰    |
| ۱۶۵۰۱۳ | 2000 CO90    | ۶ فوریه ۲۰۰۰    |
| ۱۶۵۰۱۴ | 2000 CZ97    | ۷ فوریه ۲۰۰۰    |
| ۱۶۵۰۱۵ | 2000 CS98    | ۸ فوریه ۲۰۰۰    |
| ۱۶۵۰۱۶ | 2000 CV98    | ۸ فوریه ۲۰۰۰    |
| ۱۶۵۰۱۷ | 2000 CM108   | ۵ فوریه ۲۰۰۰    |
| ۱۶۵۰۱۸ | 2000 CP113   | ۱۱ فوریه ۲۰۰۰   |
| ۱۶۵۰۱۹ | 2000 CG115   | ۲ فوریه ۲۰۰۰    |
| ۱۶۵۰۲۰ | 2000 CB126   | ۳ فوریه ۲۰۰۰    |
| ۱۶۵۰۲۱ | 2000 CJ129   | ۳ فوریه ۲۰۰۰    |
| ۱۶۵۰۲۲ | 2000 CN130   | ۳ فوریه ۲۰۰۰    |
| ۱۶۵۰۲۳ | 2000 CD132   | ۳ فوریه ۲۰۰۰    |
| ۱۶۵۰۲۴ | 2000 CG132   | ۳ فوریه ۲۰۰۰    |
| ۱۶۵۰۲۵ | 2000 DT7     | ۲۸ فوریه ۲۰۰۰   |
| ۱۶۵۰۲۶ | 2000 DJ9     | ۲۶ فوریه ۲۰۰۰   |
| ۱۶۵۰۲۷ | 2000 DU12    | ۲۷ فوریه ۲۰۰۰   |
| ۱۶۵۰۲۸ | 2000 DA19    | ۲۹ فوریه ۲۰۰۰   |
| ۱۶۵۰۲۹ | 2000 DC21    | ۲۹ فوریه ۲۰۰۰   |
| ۱۶۵۰۳۰ | 2000 DT24    | ۲۹ فوریه ۲۰۰۰   |
| ۱۶۵۰۳۱ | 2000 DB27    | ۲۹ فوریه ۲۰۰۰   |
| ۱۶۵۰۳۲ | 2000 DL54    | ۲۹ فوریه ۲۰۰۰   |
| ۱۶۵۰۳۳ | 2000 DL58    | ۲۹ فوریه ۲۰۰۰   |
| ۱۶۵۰۳۴ | 2000 DX60    | ۲۹ فوریه ۲۰۰۰   |
| ۱۶۵۰۳۵ | 2000 DH63    | ۲۹ فوریه ۲۰۰۰   |
| ۱۶۵۰۳۶ | 2000 DB76    | ۲۹ فوریه ۲۰۰۰   |
| ۱۶۵۰۳۷ | 2000 DV88    | ۲۵ فوریه ۲۰۰۰   |
| ۱۶۵۰۳۸ | 2000 DM89    | ۲۶ فوریه ۲۰۰۰   |
| ۱۶۵۰۳۹ | 2000 DP95    | ۲۸ فوریه ۲۰۰۰   |
| ۱۶۵۰۴۰ | 2000 DR97    | ۲۹ فوریه ۲۰۰۰   |
| ۱۶۵۰۴۱ | 2000 DG100   | ۲۹ فوریه ۲۰۰۰   |
| ۱۶۵۰۴۲ | 2000 DE110   | ۲۹ فوریه ۲۰۰۰   |
| ۱۶۵۰۴۳ | 2000 DM113   | ۲۷ فوریه ۲۰۰۰   |
| ۱۶۵۰۴۴ | 2000 EO8     | ۳ مارس ۲۰۰۰     |
| ۱۶۵۰۴۵ | 2000 ES16    | ۳ مارس ۲۰۰۰     |
| ۱۶۵۰۴۶ | 2000 EG18    | ۴ مارس ۲۰۰۰     |
| ۱۶۵۰۴۷ | 2000 EY32    | ۵ مارس ۲۰۰۰     |
| ۱۶۵۰۴۸ | 2000 EE35    | ۸ مارس ۲۰۰۰     |
| ۱۶۵۰۴۹ | 2000 EO42    | ۸ مارس ۲۰۰۰     |
| ۱۶۵۰۵۰ | 2000 EF48    | ۹ مارس ۲۰۰۰     |
| ۱۶۵۰۵۱ | 2000 EL51    | ۳ مارس ۲۰۰۰     |
| ۱۶۵۰۵۲ | 2000 EE59    | ۹ مارس ۲۰۰۰     |
| ۱۶۵۰۵۳ | 2000 EM61    | ۱۰ مارس ۲۰۰۰    |
| ۱۶۵۰۵۴ | 2000 EP68    | ۱۰ مارس ۲۰۰۰    |
| ۱۶۵۰۵۵ | 2000 EP76    | ۵ مارس ۲۰۰۰     |
| ۱۶۵۰۵۶ | 2000 ED79    | ۵ مارس ۲۰۰۰     |
| ۱۶۵۰۵۷ | 2000 EF96    | ۱۱ مارس ۲۰۰۰    |
| ۱۶۵۰۵۸ | 2000 EW100   | ۱۲ مارس ۲۰۰۰    |
| ۱۶۵۰۵۹ | 2000 ET102   | ۱۴ مارس ۲۰۰۰    |
| ۱۶۵۰۶۰ | 2000 EW114   | ۱۰ مارس ۲۰۰۰    |
| ۱۶۵۰۶۱ | 2000 EF115   | ۱۰ مارس ۲۰۰۰    |
| ۱۶۵۰۶۲ | 2000 EO119   | ۱۱ مارس ۲۰۰۰    |
| ۱۶۵۰۶۳ | 2000 EM146   | ۴ مارس ۲۰۰۰     |
| ۱۶۵۰۶۴ | 2000 ED166   | ۳ مارس ۲۰۰۰     |
| ۱۶۵۰۶۵ | 2000 ES169   | ۴ مارس ۲۰۰۰     |
| ۱۶۵۰۶۶ | 2000 ES199   | ۱ مارس ۲۰۰۰     |
| ۱۶۵۰۶۷ | 2000 ED207   | ۴ مارس ۲۰۰۰     |
| ۱۶۵۰۶۷ | 2000 FV      | ۲۶ مارس ۲۰۰۰    |
| ۱۶۵۰۶۹ | 2000 FH7     | ۲۹ مارس ۲۰۰۰    |
| ۱۶۵۰۷۰ | 2000 FX8     | ۲۹ مارس ۲۰۰۰    |
| ۱۶۵۰۷۱ | 2000 FT24    | ۲۹ مارس ۲۰۰۰    |
| ۱۶۵۰۷۲ | 2000 FB27    | ۲۷ مارس ۲۰۰۰    |
| ۱۶۵۰۷۳ | 2000 FE28    | ۲۷ مارس ۲۰۰۰    |
| ۱۶۵۰۷۴ | 2000 FB40    | ۲۹ مارس ۲۰۰۰    |
| ۱۶۵۰۷۵ | 2000 FW58    | ۲۶ مارس ۲۰۰۰    |
| ۱۶۵۰۷۶ | 2000 FX63    | ۲۹ مارس ۲۰۰۰    |
| ۱۶۵۰۷۷ | 2000 FB72    | ۲۵ مارس ۲۰۰۰    |
| ۱۶۵۰۷۸ | 2000 GN11    | ۵ آوریل ۲۰۰۰    |
| ۱۶۵۰۷۹ | 2000 GG17    | ۵ آوریل ۲۰۰۰    |
| ۱۶۵۰۸۰ | 2000 GU21    | ۵ آوریل ۲۰۰۰    |
| ۱۶۵۰۸۱ | 2000 GG23    | ۵ آوریل ۲۰۰۰    |
| ۱۶۵۰۸۲ | 2000 GJ34    | ۵ آوریل ۲۰۰۰    |
| ۱۶۵۰۸۳ | 2000 GK37    | ۵ آوریل ۲۰۰۰    |
| ۱۶۵۰۸۴ | 2000 GG38    | ۵ آوریل ۲۰۰۰    |
| ۱۶۵۰۸۵ | 2000 GZ38    | ۵ آوریل ۲۰۰۰    |
| ۱۶۵۰۸۶ | 2000 GN44    | ۵ آوریل ۲۰۰۰    |
| ۱۶۵۰۸۷ | 2000 GF45    | ۵ آوریل ۲۰۰۰    |
| ۱۶۵۰۸۸ | 2000 GU46    | ۵ آوریل ۲۰۰۰    |
| ۱۶۵۰۸۹ | 2000 GT62    | ۵ آوریل ۲۰۰۰    |
| ۱۶۵۰۹۰ | 2000 GP72    | ۵ آوریل ۲۰۰۰    |
| ۱۶۵۰۹۱ | 2000 GK79    | ۵ آوریل ۲۰۰۰    |
| ۱۶۵۰۹۲ | 2000 GM81    | ۶ آوریل ۲۰۰۰    |
| ۱۶۵۰۹۳ | 2000 GG89    | ۴ آوریل ۲۰۰۰    |
| ۱۶۵۰۹۴ | 2000 GV89    | ۴ آوریل ۲۰۰۰    |
| ۱۶۵۰۹۵ | 2000 GR111   | ۳ آوریل ۲۰۰۰    |
| ۱۶۵۰۹۶ | 2000 GX128   | ۵ آوریل ۲۰۰۰    |
| ۱۶۵۰۹۷ | 2000 GB129   | ۵ آوریل ۲۰۰۰    |
| ۱۶۵۰۹۸ | 2000 GG133   | ۱۲ آوریل ۲۰۰۰   |
| ۱۶۵۰۹۹ | 2000 GJ154   | ۶ آوریل ۲۰۰۰    |
| ۱۶۵۰۹۹ | 2000 HV      | ۲۴ آوریل ۲۰۰۰   |
| ۱۶۵۱۰۱ | 2000 HY3     | ۲۶ آوریل ۲۰۰۰   |
| ۱۶۵۱۰۲ | 2000 HN17    | ۲۴ آوریل ۲۰۰۰   |
| ۱۶۵۱۰۳ | 2000 HJ26    | ۲۴ آوریل ۲۰۰۰   |
| ۱۶۵۱۰۴ | 2000 HR33    | ۲۴ آوریل ۲۰۰۰   |
| ۱۶۵۱۰۵ | 2000 HG45    | ۲۶ آوریل ۲۰۰۰   |
| ۱۶۵۱۰۶ | 2000 HS59    | ۲۵ آوریل ۲۰۰۰   |
| ۱۶۵۱۰۷ | 2000 HE63    | ۲۶ آوریل ۲۰۰۰   |
| ۱۶۵۱۰۸ | 2000 HN67    | ۲۷ آوریل ۲۰۰۰   |
| ۱۶۵۱۰۹ | 2000 HS71    | ۲۵ آوریل ۲۰۰۰   |
| ۱۶۵۱۱۰ | 2000 HR84    | ۳۰ آوریل ۲۰۰۰   |
| ۱۶۵۱۱۱ | 2000 HC103   | ۲۷ آوریل ۲۰۰۰   |
| ۱۶۵۱۱۲ | 2000 HE103   | ۲۷ آوریل ۲۰۰۰   |
| ۱۶۵۱۱۳ | 2000 JB19    | ۳ مه ۲۰۰۰       |
| ۱۶۵۱۱۴ | 2000 JK27    | ۷ مه ۲۰۰۰       |
| ۱۶۵۱۱۵ | 2000 JY28    | ۷ مه ۲۰۰۰       |
| ۱۶۵۱۱۶ | 2000 JX41    | ۷ مه ۲۰۰۰       |
| ۱۶۵۱۱۷ | 2000 JB61    | ۷ مه ۲۰۰۰       |
| ۱۶۵۱۱۸ | 2000 JB68    | ۷ مه ۲۰۰۰       |
| ۱۶۵۱۱۹ | 2000 JC68    | ۷ مه ۲۰۰۰       |
| ۱۶۵۱۲۰ | 2000 JZ71    | ۱ مه ۲۰۰۰       |
| ۱۶۵۱۲۱ | 2000 JY76    | ۷ مه ۲۰۰۰       |
| ۱۶۵۱۲۲ | 2000 JJ84    | ۵ مه ۲۰۰۰       |
| ۱۶۵۱۲۳ | 2000 KP6     | ۲۷ مه ۲۰۰۰      |
| ۱۶۵۱۲۴ | 2000 KW8     | ۲۸ مه ۲۰۰۰      |
| ۱۶۵۱۲۵ | 2000 KC11    | ۲۸ مه ۲۰۰۰      |
| ۱۶۵۱۲۶ | 2000 KJ32    | ۲۸ مه ۲۰۰۰      |
| ۱۶۵۱۲۷ | 2000 KX40    | ۳۰ مه ۲۰۰۰      |
| ۱۶۵۱۲۸ | 2000 KU43    | ۳۱ مه ۲۰۰۰      |
| ۱۶۵۱۲۹ | 2000 KU44    | ۲۸ مه ۲۰۰۰      |
| ۱۶۵۱۳۰ | 2000 KP54    | ۲۷ مه ۲۰۰۰      |
| ۱۶۵۱۳۱ | 2000 KQ57    | ۲۴ مه ۲۰۰۰      |
| ۱۶۵۱۳۲ | 2000 KV58    | ۲۴ مه ۲۰۰۰      |
| ۱۶۵۱۳۳ | 2000 KP61    | ۲۵ مه ۲۰۰۰      |
| ۱۶۵۱۳۴ | 2000 KT65    | ۲۷ مه ۲۰۰۰      |
| ۱۶۵۱۳۵ | 2000 KU70    | ۲۸ مه ۲۰۰۰      |
| ۱۶۵۱۳۶ | 2000 KN74    | ۲۷ مه ۲۰۰۰      |
| ۱۶۵۱۳۷ | 2000 KM79    | ۲۷ مه ۲۰۰۰      |
| ۱۶۵۱۳۸ | 2000 NL5     | ۷ ژوئیه ۲۰۰۰    |
| ۱۶۵۱۳۹ | 2000 NJ10    | ۶ ژوئیه ۲۰۰۰    |
| ۱۶۵۱۴۰ | 2000 OJ1     | ۲۴ ژوئیه ۲۰۰۰   |
| ۱۶۵۱۴۱ | 2000 OH14    | ۲۳ ژوئیه ۲۰۰۰   |
| ۱۶۵۱۴۲ | 2000 OM40    | ۳۰ ژوئیه ۲۰۰۰   |
| ۱۶۵۱۴۳ | 2000 PQ2     | ۲ اوت ۲۰۰۰      |
| ۱۶۵۱۴۴ | 2000 QO7     | ۲۵ اوت ۲۰۰۰     |
| ۱۶۵۱۴۵ | 2000 QV10    | ۲۴ اوت ۲۰۰۰     |
| ۱۶۵۱۴۶ | 2000 QN13    | ۲۴ اوت ۲۰۰۰     |
| ۱۶۵۱۴۷ | 2000 QD18    | ۲۴ اوت ۲۰۰۰     |
| ۱۶۵۱۴۸ | 2000 QR18    | ۲۴ اوت ۲۰۰۰     |
| ۱۶۵۱۴۹ | 2000 QC22    | ۲۴ اوت ۲۰۰۰     |
| ۱۶۵۱۵۰ | 2000 QU28    | ۲۴ اوت ۲۰۰۰     |
| ۱۶۵۱۵۱ | 2000 QT33    | ۲۶ اوت ۲۰۰۰     |
| ۱۶۵۱۵۲ | 2000 QS38    | ۲۴ اوت ۲۰۰۰     |
| ۱۶۵۱۵۳ | 2000 QR39    | ۲۴ اوت ۲۰۰۰     |
| ۱۶۵۱۵۴ | 2000 QE40    | ۲۴ اوت ۲۰۰۰     |
| ۱۶۵۱۵۵ | 2000 QG40    | ۲۴ اوت ۲۰۰۰     |
| ۱۶۵۱۵۶ | 2000 QJ50    | ۲۴ اوت ۲۰۰۰     |
| ۱۶۵۱۵۷ | 2000 QO50    | ۲۴ اوت ۲۰۰۰     |
| ۱۶۵۱۵۸ | 2000 QE51    | ۲۴ اوت ۲۰۰۰     |
| ۱۶۵۱۵۹ | 2000 QP55    | ۲۵ اوت ۲۰۰۰     |
| ۱۶۵۱۶۰ | 2000 QX62    | ۲۸ اوت ۲۰۰۰     |
| ۱۶۵۱۶۱ | 2000 QP69    | ۳۰ اوت ۲۰۰۰     |
| ۱۶۵۱۶۲ | 2000 QS69    | ۳۰ اوت ۲۰۰۰     |
| ۱۶۵۱۶۳ | 2000 QP87    | ۲۵ اوت ۲۰۰۰     |
| ۱۶۵۱۶۴ | 2000 QT88    | ۲۵ اوت ۲۰۰۰     |
| ۱۶۵۱۶۵ | 2000 QS98    | ۲۸ اوت ۲۰۰۰     |
| ۱۶۵۱۶۶ | 2000 QV102   | ۲۸ اوت ۲۰۰۰     |
| ۱۶۵۱۶۷ | 2000 QY109   | ۲۸ اوت ۲۰۰۰     |
| ۱۶۵۱۶۸ | 2000 QF110   | ۲۴ اوت ۲۰۰۰     |
| ۱۶۵۱۶۹ | 2000 QN110   | ۲۴ اوت ۲۰۰۰     |
| ۱۶۵۱۷۰ | 2000 QL113   | ۲۴ اوت ۲۰۰۰     |
| ۱۶۵۱۷۱ | 2000 QD119   | ۲۵ اوت ۲۰۰۰     |
| ۱۶۵۱۷۲ | 2000 QU124   | ۲۹ اوت ۲۰۰۰     |
| ۱۶۵۱۷۳ | 2000 QJ140   | ۳۱ اوت ۲۰۰۰     |
| ۱۶۵۱۷۴ | 2000 QF152   | ۲۸ اوت ۲۰۰۰     |
| ۱۶۵۱۷۵ | 2000 QN153   | ۲۹ اوت ۲۰۰۰     |
| ۱۶۵۱۷۶ | 2000 QU154   | ۳۱ اوت ۲۰۰۰     |
| ۱۶۵۱۷۷ | 2000 QT159   | ۳۱ اوت ۲۰۰۰     |
| ۱۶۵۱۷۸ | 2000 QO164   | ۳۱ اوت ۲۰۰۰     |
| ۱۶۵۱۷۹ | 2000 QK166   | ۳۱ اوت ۲۰۰۰     |
| ۱۶۵۱۸۰ | 2000 QB170   | ۳۱ اوت ۲۰۰۰     |
| ۱۶۵۱۸۱ | 2000 QV170   | ۳۱ اوت ۲۰۰۰     |
| ۱۶۵۱۸۲ | 2000 QV172   | ۳۱ اوت ۲۰۰۰     |
| ۱۶۵۱۸۳ | 2000 QN186   | ۲۶ اوت ۲۰۰۰     |
| ۱۶۵۱۸۴ | 2000 QH208   | ۳۱ اوت ۲۰۰۰     |
| ۱۶۵۱۸۵ | 2000 QB210   | ۳۱ اوت ۲۰۰۰     |
| ۱۶۵۱۸۶ | 2000 QQ215   | ۳۱ اوت ۲۰۰۰     |
| ۱۶۵۱۸۷ | 2000 QY215   | ۳۱ اوت ۲۰۰۰     |
| ۱۶۵۱۸۸ | 2000 QD218   | ۳۱ اوت ۲۰۰۰     |
| ۱۶۵۱۸۹ | 2000 QG220   | ۲۱ اوت ۲۰۰۰     |
| ۱۶۵۱۹۰ | 2000 QC221   | ۲۱ اوت ۲۰۰۰     |
| ۱۶۵۱۹۱ | 2000 QX231   | ۲۹ اوت ۲۰۰۰     |
| ۱۶۵۱۹۲ | 2000 QD235   | ۲۶ اوت ۲۰۰۰     |
| ۱۶۵۱۹۳ | 2000 QT243   | ۲۱ اوت ۲۰۰۰     |
| ۱۶۵۱۹۴ | 2000 RD5     | ۱ سپتامبر ۲۰۰۰  |
| ۱۶۵۱۹۵ | 2000 RH16    | ۱ سپتامبر ۲۰۰۰  |
| ۱۶۵۱۹۶ | 2000 RD19    | ۱ سپتامبر ۲۰۰۰  |
| ۱۶۵۱۹۷ | 2000 RU21    | ۱ سپتامبر ۲۰۰۰  |
| ۱۶۵۱۹۸ | 2000 RK24    | ۱ سپتامبر ۲۰۰۰  |
| ۱۶۵۱۹۹ | 2000 RL41    | ۳ سپتامبر ۲۰۰۰  |
| ۱۶۵۲۰۰ | 2000 RK49    | ۵ سپتامبر ۲۰۰۰  |
| ۱۶۵۲۰۱ | 2000 RW57    | ۷ سپتامبر ۲۰۰۰  |
| ۱۶۵۲۰۲ | 2000 RV66    | ۱ سپتامبر ۲۰۰۰  |
| ۱۶۵۲۰۳ | 2000 RX72    | ۲ سپتامبر ۲۰۰۰  |
| ۱۶۵۲۰۴ | 2000 RO73    | ۲ سپتامبر ۲۰۰۰  |
| ۱۶۵۲۰۵ | 2000 RL76    | ۴ سپتامبر ۲۰۰۰  |
| ۱۶۵۲۰۶ | 2000 RU85    | ۲ سپتامبر ۲۰۰۰  |
| ۱۶۵۲۰۷ | 2000 RR95    | ۴ سپتامبر ۲۰۰۰  |
| ۱۶۵۲۰۸ | 2000 RB96    | ۴ سپتامبر ۲۰۰۰  |
| ۱۶۵۲۰۹ | 2000 RW100   | ۵ سپتامبر ۲۰۰۰  |
| ۱۶۵۲۱۰ | 2000 SB4     | ۲۱ سپتامبر ۲۰۰۰ |
| ۱۶۵۲۱۱ | 2000 SP7     | ۲۲ سپتامبر ۲۰۰۰ |
| ۱۶۵۲۱۲ | 2000 SX9     | ۲۳ سپتامبر ۲۰۰۰ |
| ۱۶۵۲۱۳ | 2000 SJ12    | ۲۰ سپتامبر ۲۰۰۰ |
| ۱۶۵۲۱۴ | 2000 SR29    | ۲۴ سپتامبر ۲۰۰۰ |
| ۱۶۵۲۱۵ | 2000 SX31    | ۲۴ سپتامبر ۲۰۰۰ |
| ۱۶۵۲۱۶ | 2000 SN33    | ۲۴ سپتامبر ۲۰۰۰ |
| ۱۶۵۲۱۷ | 2000 SB37    | ۲۴ سپتامبر ۲۰۰۰ |
| ۱۶۵۲۱۸ | 2000 SV37    | ۲۴ سپتامبر ۲۰۰۰ |
| ۱۶۵۲۱۹ | 2000 SQ39    | ۲۴ سپتامبر ۲۰۰۰ |
| ۱۶۵۲۲۰ | 2000 SZ40    | ۲۴ سپتامبر ۲۰۰۰ |
| ۱۶۵۲۲۱ | 2000 SP44    | ۲۷ سپتامبر ۲۰۰۰ |
| ۱۶۵۲۲۲ | 2000 SA45    | ۲۶ سپتامبر ۲۰۰۰ |
| ۱۶۵۲۲۳ | 2000 SP48    | ۲۳ سپتامبر ۲۰۰۰ |
| ۱۶۵۲۲۴ | 2000 SE50    | ۲۳ سپتامبر ۲۰۰۰ |
| ۱۶۵۲۲۵ | 2000 SL57    | ۲۴ سپتامبر ۲۰۰۰ |
| ۱۶۵۲۲۶ | 2000 SE59    | ۲۴ سپتامبر ۲۰۰۰ |
| ۱۶۵۲۲۷ | 2000 SP62    | ۲۴ سپتامبر ۲۰۰۰ |
| ۱۶۵۲۲۸ | 2000 SY69    | ۲۴ سپتامبر ۲۰۰۰ |
| ۱۶۵۲۲۹ | 2000 SM79    | ۲۴ سپتامبر ۲۰۰۰ |
| ۱۶۵۲۳۰ | 2000 SH89    | ۲۴ سپتامبر ۲۰۰۰ |
| ۱۶۵۲۳۱ | 2000 SW94    | ۲۳ سپتامبر ۲۰۰۰ |
| ۱۶۵۲۳۲ | 2000 SH102   | ۲۴ سپتامبر ۲۰۰۰ |
| ۱۶۵۲۳۳ | 2000 SP102   | ۲۴ سپتامبر ۲۰۰۰ |
| ۱۶۵۲۳۴ | 2000 SP108   | ۲۴ سپتامبر ۲۰۰۰ |
| ۱۶۵۲۳۵ | 2000 SC110   | ۲۴ سپتامبر ۲۰۰۰ |
| ۱۶۵۲۳۶ | 2000 SQ113   | ۲۴ سپتامبر ۲۰۰۰ |
| ۱۶۵۲۳۷ | 2000 SQ115   | ۲۴ سپتامبر ۲۰۰۰ |
| ۱۶۵۲۳۸ | 2000 SS116   | ۲۴ سپتامبر ۲۰۰۰ |
| ۱۶۵۲۳۹ | 2000 SA119   | ۲۴ سپتامبر ۲۰۰۰ |
| ۱۶۵۲۴۰ | 2000 SB120   | ۲۴ سپتامبر ۲۰۰۰ |
| ۱۶۵۲۴۱ | 2000 SO133   | ۲۳ سپتامبر ۲۰۰۰ |
| ۱۶۵۲۴۲ | 2000 SS140   | ۲۳ سپتامبر ۲۰۰۰ |
| ۱۶۵۲۴۳ | 2000 ST147   | ۲۴ سپتامبر ۲۰۰۰ |
| ۱۶۵۲۴۴ | 2000 SG148   | ۲۴ سپتامبر ۲۰۰۰ |
| ۱۶۵۲۴۵ | 2000 SN148   | ۲۴ سپتامبر ۲۰۰۰ |
| ۱۶۵۲۴۶ | 2000 SW148   | ۲۴ سپتامبر ۲۰۰۰ |
| ۱۶۵۲۴۷ | 2000 SC151   | ۲۴ سپتامبر ۲۰۰۰ |
| ۱۶۵۲۴۸ | 2000 SD152   | ۲۴ سپتامبر ۲۰۰۰ |
| ۱۶۵۲۴۹ | 2000 SD154   | ۲۴ سپتامبر ۲۰۰۰ |
| ۱۶۵۲۵۰ | 2000 SD158   | ۲۷ سپتامبر ۲۰۰۰ |
| ۱۶۵۲۵۱ | 2000 SA176   | ۲۸ سپتامبر ۲۰۰۰ |
| ۱۶۵۲۵۲ | 2000 ST182   | ۲۰ سپتامبر ۲۰۰۰ |
| ۱۶۵۲۵۳ | 2000 ST193   | ۲۴ سپتامبر ۲۰۰۰ |
| ۱۶۵۲۵۴ | 2000 SC205   | ۲۴ سپتامبر ۲۰۰۰ |
| ۱۶۵۲۵۵ | 2000 SN206   | ۲۴ سپتامبر ۲۰۰۰ |
| ۱۶۵۲۵۶ | 2000 SQ206   | ۲۴ سپتامبر ۲۰۰۰ |
| ۱۶۵۲۵۷ | 2000 SY206   | ۲۴ سپتامبر ۲۰۰۰ |
| ۱۶۵۲۵۸ | 2000 SO208   | ۲۵ سپتامبر ۲۰۰۰ |
| ۱۶۵۲۵۹ | 2000 SM218   | ۲۶ سپتامبر ۲۰۰۰ |
| ۱۶۵۲۶۰ | 2000 SH220   | ۲۶ سپتامبر ۲۰۰۰ |
| ۱۶۵۲۶۱ | 2000 SA226   | ۲۷ سپتامبر ۲۰۰۰ |
| ۱۶۵۲۶۲ | 2000 SD228   | ۲۸ سپتامبر ۲۰۰۰ |
| ۱۶۵۲۶۳ | 2000 SN228   | ۲۸ سپتامبر ۲۰۰۰ |
| ۱۶۵۲۶۴ | 2000 SH236   | ۲۴ سپتامبر ۲۰۰۰ |
| ۱۶۵۲۶۵ | 2000 SW236   | ۲۴ سپتامبر ۲۰۰۰ |
| ۱۶۵۲۶۶ | 2000 SY240   | ۲۷ سپتامبر ۲۰۰۰ |
| ۱۶۵۲۶۷ | 2000 SO243   | ۲۴ سپتامبر ۲۰۰۰ |
| ۱۶۵۲۶۸ | 2000 ST250   | ۲۴ سپتامبر ۲۰۰۰ |
| ۱۶۵۲۶۹ | 2000 SE251   | ۲۴ سپتامبر ۲۰۰۰ |
| ۱۶۵۲۷۰ | 2000 SJ255   | ۲۴ سپتامبر ۲۰۰۰ |
| ۱۶۵۲۷۱ | 2000 SQ259   | ۲۴ سپتامبر ۲۰۰۰ |
| ۱۶۵۲۷۲ | 2000 SP264   | ۲۶ سپتامبر ۲۰۰۰ |
| ۱۶۵۲۷۳ | 2000 SM269   | ۲۷ سپتامبر ۲۰۰۰ |
| ۱۶۵۲۷۴ | 2000 SH271   | ۲۷ سپتامبر ۲۰۰۰ |
| ۱۶۵۲۷۵ | 2000 SP272   | ۲۸ سپتامبر ۲۰۰۰ |
| ۱۶۵۲۷۶ | 2000 SJ280   | ۳۰ سپتامبر ۲۰۰۰ |
| ۱۶۵۲۷۷ | 2000 ST298   | ۲۸ سپتامبر ۲۰۰۰ |
| ۱۶۵۲۷۸ | 2000 SG302   | ۲۸ سپتامبر ۲۰۰۰ |
| ۱۶۵۲۷۹ | 2000 SK304   | ۳۰ سپتامبر ۲۰۰۰ |
| ۱۶۵۲۸۰ | 2000 SO305   | ۳۰ سپتامبر ۲۰۰۰ |
| ۱۶۵۲۸۱ | 2000 SS326   | ۲۹ سپتامبر ۲۰۰۰ |
| ۱۶۵۲۸۲ | 2000 SW326   | ۲۹ سپتامبر ۲۰۰۰ |
| ۱۶۵۲۸۳ | 2000 ST327   | ۳۰ سپتامبر ۲۰۰۰ |
| ۱۶۵۲۸۴ | 2000 ST341   | ۲۴ سپتامبر ۲۰۰۰ |
| ۱۶۵۲۸۵ | 2000 SX341   | ۲۴ سپتامبر ۲۰۰۰ |
| ۱۶۵۲۸۶ | 2000 SS343   | ۲۳ سپتامبر ۲۰۰۰ |
| ۱۶۵۲۸۷ | 2000 SK353   | ۳۰ سپتامبر ۲۰۰۰ |
| ۱۶۵۲۸۸ | 2000 SN355   | ۲۹ سپتامبر ۲۰۰۰ |
| ۱۶۵۲۸۹ | 2000 SA356   | ۲۹ سپتامبر ۲۰۰۰ |
| ۱۶۵۲۹۰ | 2000 SV361   | ۲۳ سپتامبر ۲۰۰۰ |
| ۱۶۵۲۹۱ | 2000 SB365   | ۲۱ سپتامبر ۲۰۰۰ |
| ۱۶۵۲۹۲ | 2000 SZ367   | ۲۴ سپتامبر ۲۰۰۰ |
| ۱۶۵۲۹۳ | 2000 TU8     | ۱ اکتبر ۲۰۰۰    |
| ۱۶۵۲۹۴ | 2000 TG15    | ۱ اکتبر ۲۰۰۰    |
| ۱۶۵۲۹۵ | 2000 TR15    | ۱ اکتبر ۲۰۰۰    |
| ۱۶۵۲۹۶ | 2000 TC23    | ۱ اکتبر ۲۰۰۰    |
| ۱۶۵۲۹۷ | 2000 TA36    | ۶ اکتبر ۲۰۰۰    |
| ۱۶۵۲۹۸ | 2000 TA40    | ۱ اکتبر ۲۰۰۰    |
| ۱۶۵۲۹۹ | 2000 TF47    | ۱ اکتبر ۲۰۰۰    |
| ۱۶۵۳۰۰ | 2000 TY66    | ۲ اکتبر ۲۰۰۰    |
| ۱۶۵۳۰۱ | 2000 US3     | ۲۴ اکتبر ۲۰۰۰   |
| ۱۶۵۳۰۲ | 2000 UK10    | ۲۴ اکتبر ۲۰۰۰   |
| ۱۶۵۳۰۳ | 2000 UO20    | ۲۴ اکتبر ۲۰۰۰   |
| ۱۶۵۳۰۴ | 2000 UV20    | ۲۴ اکتبر ۲۰۰۰   |
| ۱۶۵۳۰۵ | 2000 UO22    | ۲۴ اکتبر ۲۰۰۰   |
| ۱۶۵۳۰۶ | 2000 US23    | ۲۴ اکتبر ۲۰۰۰   |
| ۱۶۵۳۰۷ | 2000 UC25    | ۲۴ اکتبر ۲۰۰۰   |
| ۱۶۵۳۰۸ | 2000 UY26    | ۲۴ اکتبر ۲۰۰۰   |
| ۱۶۵۳۰۹ | 2000 UU28    | ۳۰ اکتبر ۲۰۰۰   |
| ۱۶۵۳۱۰ | 2000 UP36    | ۲۴ اکتبر ۲۰۰۰   |
| ۱۶۵۳۱۱ | 2000 UE46    | ۲۴ اکتبر ۲۰۰۰   |
| ۱۶۵۳۱۲ | 2000 UH51    | ۲۴ اکتبر ۲۰۰۰   |
| ۱۶۵۳۱۳ | 2000 US54    | ۲۴ اکتبر ۲۰۰۰   |
| ۱۶۵۳۱۴ | 2000 UC57    | ۲۵ اکتبر ۲۰۰۰   |
| ۱۶۵۳۱۵ | 2000 UT57    | ۲۵ اکتبر ۲۰۰۰   |
| ۱۶۵۳۱۶ | 2000 UU65    | ۲۵ اکتبر ۲۰۰۰   |
| ۱۶۵۳۱۷ | 2000 UT71    | ۲۵ اکتبر ۲۰۰۰   |
| ۱۶۵۳۱۸ | 2000 UH72    | ۲۵ اکتبر ۲۰۰۰   |
| ۱۶۵۳۱۹ | 2000 UJ72    | ۲۵ اکتبر ۲۰۰۰   |
| ۱۶۵۳۲۰ | 2000 UX72    | ۲۵ اکتبر ۲۰۰۰   |
| ۱۶۵۳۲۱ | 2000 UC74    | ۲۷ اکتبر ۲۰۰۰   |
| ۱۶۵۳۲۲ | 2000 UN77    | ۲۴ اکتبر ۲۰۰۰   |
| ۱۶۵۳۲۳ | 2000 UD78    | ۲۴ اکتبر ۲۰۰۰   |
| ۱۶۵۳۲۴ | 2000 UK80    | ۲۴ اکتبر ۲۰۰۰   |
| ۱۶۵۳۲۵ | 2000 UU87    | ۳۱ اکتبر ۲۰۰۰   |
| ۱۶۵۳۲۶ | 2000 UB91    | ۲۵ اکتبر ۲۰۰۰   |
| ۱۶۵۳۲۷ | 2000 UQ91    | ۲۵ اکتبر ۲۰۰۰   |
| ۱۶۵۳۲۸ | 2000 UY92    | ۲۵ اکتبر ۲۰۰۰   |
| ۱۶۵۳۲۹ | 2000 UV96    | ۲۵ اکتبر ۲۰۰۰   |
| ۱۶۵۳۳۰ | 2000 UM105   | ۲۹ اکتبر ۲۰۰۰   |
| ۱۶۵۳۳۱ | 2000 UX106   | ۳۰ اکتبر ۲۰۰۰   |
| ۱۶۵۳۳۱ | 2000 VS      | ۱ نوامبر ۲۰۰۰   |
| ۱۶۵۳۳۳ | 2000 VT5     | ۱ نوامبر ۲۰۰۰   |
| ۱۶۵۳۳۴ | 2000 VX6     | ۱ نوامبر ۲۰۰۰   |
| ۱۶۵۳۳۵ | 2000 VZ11    | ۱ نوامبر ۲۰۰۰   |
| ۱۶۵۳۳۶ | 2000 VS15    | ۱ نوامبر ۲۰۰۰   |
| ۱۶۵۳۳۷ | 2000 VX16    | ۱ نوامبر ۲۰۰۰   |
| ۱۶۵۳۳۸ | 2000 VC17    | ۱ نوامبر ۲۰۰۰   |
| ۱۶۵۳۳۹ | 2000 VA18    | ۱ نوامبر ۲۰۰۰   |
| ۱۶۵۳۴۰ | 2000 VC24    | ۱ نوامبر ۲۰۰۰   |
| ۱۶۵۳۴۱ | 2000 VN30    | ۱ نوامبر ۲۰۰۰   |
| ۱۶۵۳۴۲ | 2000 VA31    | ۱ نوامبر ۲۰۰۰   |
| ۱۶۵۳۴۳ | 2000 VJ37    | ۱ نوامبر ۲۰۰۰   |
| ۱۶۵۳۴۴ | 2000 VB47    | ۳ نوامبر ۲۰۰۰   |
| ۱۶۵۳۴۵ | 2000 VF52    | ۳ نوامبر ۲۰۰۰   |
| ۱۶۵۳۴۶ | 2000 VH53    | ۳ نوامبر ۲۰۰۰   |
| ۱۶۵۳۴۷ | Philplait    | ۲۳ نوامبر ۲۰۰۰  |
| ۱۶۵۳۴۸ | 2000 WO14    | ۲۰ نوامبر ۲۰۰۰  |
| ۱۶۵۳۴۹ | 2000 WL16    | ۲۱ نوامبر ۲۰۰۰  |
| ۱۶۵۳۵۰ | 2000 WW16    | ۲۱ نوامبر ۲۰۰۰  |
| ۱۶۵۳۵۱ | 2000 WY21    | ۲۰ نوامبر ۲۰۰۰  |
| ۱۶۵۳۵۲ | 2000 WQ26    | ۲۵ نوامبر ۲۰۰۰  |
| ۱۶۵۳۵۳ | 2000 WR48    | ۲۱ نوامبر ۲۰۰۰  |
| ۱۶۵۳۵۴ | 2000 WU48    | ۲۱ نوامبر ۲۰۰۰  |
| ۱۶۵۳۵۵ | 2000 WC58    | ۲۱ نوامبر ۲۰۰۰  |
| ۱۶۵۳۵۶ | 2000 WE69    | ۱۹ نوامبر ۲۰۰۰  |
| ۱۶۵۳۵۷ | 2000 WJ74    | ۲۰ نوامبر ۲۰۰۰  |
| ۱۶۵۳۵۸ | 2000 WV74    | ۲۰ نوامبر ۲۰۰۰  |
| ۱۶۵۳۵۹ | 2000 WS75    | ۲۰ نوامبر ۲۰۰۰  |
| ۱۶۵۳۶۰ | 2000 WA77    | ۲۰ نوامبر ۲۰۰۰  |
| ۱۶۵۳۶۱ | 2000 WZ87    | ۲۰ نوامبر ۲۰۰۰  |
| ۱۶۵۳۶۲ | 2000 WY90    | ۲۱ نوامبر ۲۰۰۰  |
| ۱۶۵۳۶۳ | 2000 WH91    | ۲۱ نوامبر ۲۰۰۰  |
| ۱۶۵۳۶۴ | 2000 WM96    | ۲۱ نوامبر ۲۰۰۰  |
| ۱۶۵۳۶۵ | 2000 WA102   | ۲۶ نوامبر ۲۰۰۰  |
| ۱۶۵۳۶۶ | 2000 WF104   | ۲۷ نوامبر ۲۰۰۰  |
| ۱۶۵۳۶۷ | 2000 WY104   | ۲۵ نوامبر ۲۰۰۰  |
| ۱۶۵۳۶۸ | 2000 WH105   | ۲۷ نوامبر ۲۰۰۰  |
| ۱۶۵۳۶۹ | 2000 WJ106   | ۲۸ نوامبر ۲۰۰۰  |
| ۱۶۵۳۷۰ | 2000 WW110   | ۲۰ نوامبر ۲۰۰۰  |
| ۱۶۵۳۷۱ | 2000 WZ110   | ۲۰ نوامبر ۲۰۰۰  |
| ۱۶۵۳۷۲ | 2000 WT111   | ۲۰ نوامبر ۲۰۰۰  |
| ۱۶۵۳۷۳ | 2000 WV111   | ۲۰ نوامبر ۲۰۰۰  |
| ۱۶۵۳۷۴ | 2000 WB114   | ۲۰ نوامبر ۲۰۰۰  |
| ۱۶۵۳۷۵ | 2000 WL119   | ۲۰ نوامبر ۲۰۰۰  |
| ۱۶۵۳۷۶ | 2000 WD120   | ۲۰ نوامبر ۲۰۰۰  |
| ۱۶۵۳۷۷ | 2000 WR136   | ۲۰ نوامبر ۲۰۰۰  |
| ۱۶۵۳۷۸ | 2000 WN139   | ۲۱ نوامبر ۲۰۰۰  |
| ۱۶۵۳۷۹ | 2000 WA144   | ۲۱ نوامبر ۲۰۰۰  |
| ۱۶۵۳۸۰ | 2000 WF146   | ۲۳ نوامبر ۲۰۰۰  |
| ۱۶۵۳۸۱ | 2000 WD156   | ۳۰ نوامبر ۲۰۰۰  |
| ۱۶۵۳۸۲ | 2000 WN156   | ۳۰ نوامبر ۲۰۰۰  |
| ۱۶۵۳۸۳ | 2000 WA173   | ۲۵ نوامبر ۲۰۰۰  |
| ۱۶۵۳۸۴ | 2000 WU175   | ۲۶ نوامبر ۲۰۰۰  |
| ۱۶۵۳۸۵ | 2000 WY176   | ۲۷ نوامبر ۲۰۰۰  |
| ۱۶۵۳۸۶ | 2000 WC178   | ۲۸ نوامبر ۲۰۰۰  |
| ۱۶۵۳۸۷ | 2000 WF187   | ۱۸ نوامبر ۲۰۰۰  |
| ۱۶۵۳۸۸ | 2000 WV187   | ۱۶ نوامبر ۲۰۰۰  |
| ۱۶۵۳۸۹ | 2000 WC188   | ۱۶ نوامبر ۲۰۰۰  |
| ۱۶۵۳۹۰ | 2000 XK2     | ۱ دسامبر ۲۰۰۰   |
| ۱۶۵۳۹۱ | 2000 XB4     | ۱ دسامبر ۲۰۰۰   |
| ۱۶۵۳۹۲ | 2000 XT5     | ۱ دسامبر ۲۰۰۰   |
| ۱۶۵۳۹۳ | 2000 XY11    | ۴ دسامبر ۲۰۰۰   |
| ۱۶۵۳۹۴ | 2000 XC15    | ۵ دسامبر ۲۰۰۰   |
| ۱۶۵۳۹۵ | 2000 XN16    | ۱ دسامبر ۲۰۰۰   |
| ۱۶۵۳۹۶ | 2000 XX16    | ۱ دسامبر ۲۰۰۰   |
| ۱۶۵۳۹۷ | 2000 XN18    | ۴ دسامبر ۲۰۰۰   |
| ۱۶۵۳۹۸ | 2000 XE23    | ۴ دسامبر ۲۰۰۰   |
| ۱۶۵۳۹۹ | 2000 XK28    | ۴ دسامبر ۲۰۰۰   |
| ۱۶۵۴۰۰ | 2000 XK32    | ۴ دسامبر ۲۰۰۰   |
| ۱۶۵۴۰۱ | 2000 XA33    | ۴ دسامبر ۲۰۰۰   |
| ۱۶۵۴۰۲ | 2000 XX34    | ۴ دسامبر ۲۰۰۰   |
| ۱۶۵۴۰۳ | 2000 XM43    | ۵ دسامبر ۲۰۰۰   |
| ۱۶۵۴۰۴ | 2000 XU44    | ۸ دسامبر ۲۰۰۰   |
| ۱۶۵۴۰۵ | 2000 XB48    | ۴ دسامبر ۲۰۰۰   |
| ۱۶۵۴۰۶ | 2000 XT53    | ۱۴ دسامبر ۲۰۰۰  |
| ۱۶۵۴۰۷ | 2000 YA10    | ۲۰ دسامبر ۲۰۰۰  |
| ۱۶۵۴۰۸ | 2000 YV10    | ۲۲ دسامبر ۲۰۰۰  |
| ۱۶۵۴۰۹ | 2000 YP15    | ۲۶ دسامبر ۲۰۰۰  |
| ۱۶۵۴۱۰ | 2000 YN19    | ۲۶ دسامبر ۲۰۰۰  |
| ۱۶۵۴۱۱ | 2000 YJ22    | ۲۷ دسامبر ۲۰۰۰  |
| ۱۶۵۴۱۲ | 2000 YK24    | ۲۸ دسامبر ۲۰۰۰  |
| ۱۶۵۴۱۳ | 2000 YD30    | ۲۹ دسامبر ۲۰۰۰  |
| ۱۶۵۴۱۴ | 2000 YW30    | ۲۶ دسامبر ۲۰۰۰  |
| ۱۶۵۴۱۵ | 2000 YK35    | ۳۰ دسامبر ۲۰۰۰  |
| ۱۶۵۴۱۶ | 2000 YF36    | ۳۰ دسامبر ۲۰۰۰  |
| ۱۶۵۴۱۷ | 2000 YK36    | ۳۰ دسامبر ۲۰۰۰  |
| ۱۶۵۴۱۸ | 2000 YH51    | ۳۰ دسامبر ۲۰۰۰  |
| ۱۶۵۴۱۹ | 2000 YY52    | ۳۰ دسامبر ۲۰۰۰  |
| ۱۶۵۴۲۰ | 2000 YH53    | ۳۰ دسامبر ۲۰۰۰  |
| ۱۶۵۴۲۱ | 2000 YL53    | ۳۰ دسامبر ۲۰۰۰  |
| ۱۶۵۴۲۲ | 2000 YQ53    | ۳۰ دسامبر ۲۰۰۰  |
| ۱۶۵۴۲۳ | 2000 YB54    | ۳۰ دسامبر ۲۰۰۰  |
| ۱۶۵۴۲۴ | 2000 YF59    | ۳۰ دسامبر ۲۰۰۰  |
| ۱۶۵۴۲۵ | 2000 YK60    | ۳۰ دسامبر ۲۰۰۰  |
| ۱۶۵۴۲۶ | 2000 YO60    | ۳۰ دسامبر ۲۰۰۰  |
| ۱۶۵۴۲۷ | 2000 YF62    | ۳۰ دسامبر ۲۰۰۰  |
| ۱۶۵۴۲۸ | 2000 YR62    | ۳۰ دسامبر ۲۰۰۰  |
| ۱۶۵۴۲۹ | 2000 YW66    | ۳۰ دسامبر ۲۰۰۰  |
| ۱۶۵۴۳۰ | 2000 YV69    | ۳۰ دسامبر ۲۰۰۰  |
| ۱۶۵۴۳۱ | 2000 YQ71    | ۳۰ دسامبر ۲۰۰۰  |
| ۱۶۵۴۳۲ | 2000 YA72    | ۳۰ دسامبر ۲۰۰۰  |
| ۱۶۵۴۳۳ | 2000 YD72    | ۳۰ دسامبر ۲۰۰۰  |
| ۱۶۵۴۳۴ | 2000 YC75    | ۳۰ دسامبر ۲۰۰۰  |
| ۱۶۵۴۳۵ | 2000 YO77    | ۳۰ دسامبر ۲۰۰۰  |
| ۱۶۵۴۳۶ | 2000 YD79    | ۳۰ دسامبر ۲۰۰۰  |
| ۱۶۵۴۳۷ | 2000 YM86    | ۳۰ دسامبر ۲۰۰۰  |
| ۱۶۵۴۳۸ | 2000 YG87    | ۳۰ دسامبر ۲۰۰۰  |
| ۱۶۵۴۳۹ | 2000 YK87    | ۳۰ دسامبر ۲۰۰۰  |
| ۱۶۵۴۴۰ | 2000 YD92    | ۳۰ دسامبر ۲۰۰۰  |
| ۱۶۵۴۴۱ | 2000 YY95    | ۳۰ دسامبر ۲۰۰۰  |
| ۱۶۵۴۴۲ | 2000 YA99    | ۳۰ دسامبر ۲۰۰۰  |
| ۱۶۵۴۴۳ | 2000 YA102   | ۲۸ دسامبر ۲۰۰۰  |
| ۱۶۵۴۴۴ | 2000 YK104   | ۲۸ دسامبر ۲۰۰۰  |
| ۱۶۵۴۴۵ | 2000 YM106   | ۳۰ دسامبر ۲۰۰۰  |
| ۱۶۵۴۴۶ | 2000 YG108   | ۳۰ دسامبر ۲۰۰۰  |
| ۱۶۵۴۴۷ | 2000 YV108   | ۳۰ دسامبر ۲۰۰۰  |
| ۱۶۵۴۴۸ | 2000 YN111   | ۳۰ دسامبر ۲۰۰۰  |
| ۱۶۵۴۴۹ | 2000 YR111   | ۳۰ دسامبر ۲۰۰۰  |
| ۱۶۵۴۵۰ | 2000 YB114   | ۳۰ دسامبر ۲۰۰۰  |
| ۱۶۵۴۵۱ | 2000 YN115   | ۳۰ دسامبر ۲۰۰۰  |
| ۱۶۵۴۵۲ | 2000 YA116   | ۳۰ دسامبر ۲۰۰۰  |
| ۱۶۵۴۵۳ | 2000 YC118   | ۳۰ دسامبر ۲۰۰۰  |
| ۱۶۵۴۵۴ | 2000 YT119   | ۱۷ دسامبر ۲۰۰۰  |
| ۱۶۵۴۵۵ | 2000 YU119   | ۱۷ دسامبر ۲۰۰۰  |
| ۱۶۵۴۵۶ | 2000 YL125   | ۲۹ دسامبر ۲۰۰۰  |
| ۱۶۵۴۵۷ | 2000 YE127   | ۲۹ دسامبر ۲۰۰۰  |
| ۱۶۵۴۵۸ | 2000 YV129   | ۳۰ دسامبر ۲۰۰۰  |
| ۱۶۵۴۵۹ | 2000 YC131   | ۳۰ دسامبر ۲۰۰۰  |
| ۱۶۵۴۶۰ | 2000 YE134   | ۳۱ دسامبر ۲۰۰۰  |
| ۱۶۵۴۶۱ | 2000 YD137   | ۲۳ دسامبر ۲۰۰۰  |
| ۱۶۵۴۶۲ | 2001 AY2     | ۲ ژانویه ۲۰۰۱   |
| ۱۶۵۴۶۳ | 2001 AK11    | ۲ ژانویه ۲۰۰۱   |
| ۱۶۵۴۶۴ | 2001 AY19    | ۴ ژانویه ۲۰۰۱   |
| ۱۶۵۴۶۵ | 2001 AS20    | ۳ ژانویه ۲۰۰۱   |
| ۱۶۵۴۶۶ | 2001 AF28    | ۵ ژانویه ۲۰۰۱   |
| ۱۶۵۴۶۷ | 2001 AA29    | ۴ ژانویه ۲۰۰۱   |
| ۱۶۵۴۶۸ | 2001 AC29    | ۴ ژانویه ۲۰۰۱   |
| ۱۶۵۴۶۹ | 2001 AL32    | ۴ ژانویه ۲۰۰۱   |
| ۱۶۵۴۷۰ | 2001 AC35    | ۵ ژانویه ۲۰۰۱   |
| ۱۶۵۴۷۱ | 2001 AP35    | ۵ ژانویه ۲۰۰۱   |
| ۱۶۵۴۷۲ | 2001 AC36    | ۵ ژانویه ۲۰۰۱   |
| ۱۶۵۴۷۳ | 2001 AX37    | ۵ ژانویه ۲۰۰۱   |
| ۱۶۵۴۷۴ | 2001 AR39    | ۳ ژانویه ۲۰۰۱   |
| ۱۶۵۴۷۵ | 2001 AZ39    | ۳ ژانویه ۲۰۰۱   |
| ۱۶۵۴۷۶ | 2001 AQ40    | ۳ ژانویه ۲۰۰۱   |
| ۱۶۵۴۷۷ | 2001 AP44    | ۱۵ ژانویه ۲۰۰۱  |
| ۱۶۵۴۷۸ | 2001 AQ46    | ۱۵ ژانویه ۲۰۰۱  |
| ۱۶۵۴۷۹ | 2001 AK49    | ۱۵ ژانویه ۲۰۰۱  |
| ۱۶۵۴۸۰ | 2001 AJ50    | ۱۴ ژانویه ۲۰۰۱  |
| ۱۶۵۴۸۱ | 2001 AX50    | ۱۵ ژانویه ۲۰۰۱  |
| ۱۶۵۴۸۱ | 2001 BC      | ۱۷ ژانویه ۲۰۰۱  |
| ۱۶۵۴۸۳ | 2001 BZ12    | ۱۹ ژانویه ۲۰۰۱  |
| ۱۶۵۴۸۴ | 2001 BO19    | ۱۹ ژانویه ۲۰۰۱  |
| ۱۶۵۴۸۵ | 2001 BU19    | ۱۹ ژانویه ۲۰۰۱  |
| ۱۶۵۴۸۶ | 2001 BR20    | ۱۹ ژانویه ۲۰۰۱  |
| ۱۶۵۴۸۷ | 2001 BS20    | ۱۹ ژانویه ۲۰۰۱  |
| ۱۶۵۴۸۸ | 2001 BK22    | ۲۰ ژانویه ۲۰۰۱  |
| ۱۶۵۴۸۹ | 2001 BQ23    | ۲۰ ژانویه ۲۰۰۱  |
| ۱۶۵۴۹۰ | 2001 BQ28    | ۲۰ ژانویه ۲۰۰۱  |
| ۱۶۵۴۹۱ | 2001 BA31    | ۲۰ ژانویه ۲۰۰۱  |
| ۱۶۵۴۹۲ | 2001 BL31    | ۲۰ ژانویه ۲۰۰۱  |
| ۱۶۵۴۹۳ | 2001 BP32    | ۲۰ ژانویه ۲۰۰۱  |
| ۱۶۵۴۹۴ | 2001 BD42    | ۲۵ ژانویه ۲۰۰۱  |
| ۱۶۵۴۹۵ | 2001 BY47    | ۲۱ ژانویه ۲۰۰۱  |
| ۱۶۵۴۹۶ | 2001 BH49    | ۲۱ ژانویه ۲۰۰۱  |
| ۱۶۵۴۹۷ | 2001 BC53    | ۱۷ ژانویه ۲۰۰۱  |
| ۱۶۵۴۹۸ | 2001 BH53    | ۱۷ ژانویه ۲۰۰۱  |
| ۱۶۵۴۹۹ | 2001 BN53    | ۱۷ ژانویه ۲۰۰۱  |
| ۱۶۵۵۰۰ | 2001 BC57    | ۱۹ ژانویه ۲۰۰۱  |
| ۱۶۵۵۰۱ | 2001 BH65    | ۲۶ ژانویه ۲۰۰۱  |
| ۱۶۵۵۰۲ | 2001 BY67    | ۳۱ ژانویه ۲۰۰۱  |
| ۱۶۵۵۰۳ | 2001 BF69    | ۳۱ ژانویه ۲۰۰۱  |
| ۱۶۵۵۰۴ | 2001 BS72    | ۲۷ ژانویه ۲۰۰۱  |
| ۱۶۵۵۰۵ | 2001 BV76    | ۲۶ ژانویه ۲۰۰۱  |
| ۱۶۵۵۰۶ | 2001 BN79    | ۲۱ ژانویه ۲۰۰۱  |
| ۱۶۵۵۰۷ | 2001 CO1     | ۱ فوریه ۲۰۰۱    |
| ۱۶۵۵۰۸ | 2001 CA3     | ۱ فوریه ۲۰۰۱    |
| ۱۶۵۵۰۹ | 2001 CO4     | ۱ فوریه ۲۰۰۱    |
| ۱۶۵۵۱۰ | 2001 CF5     | ۱ فوریه ۲۰۰۱    |
| ۱۶۵۵۱۱ | 2001 CN6     | ۱ فوریه ۲۰۰۱    |
| ۱۶۵۵۱۲ | 2001 CQ6     | ۱ فوریه ۲۰۰۱    |
| ۱۶۵۵۱۳ | 2001 CT8     | ۱ فوریه ۲۰۰۱    |
| ۱۶۵۵۱۴ | 2001 CA11    | ۱ فوریه ۲۰۰۱    |
| ۱۶۵۵۱۵ | 2001 CH11    | ۱ فوریه ۲۰۰۱    |
| ۱۶۵۵۱۶ | 2001 CA14    | ۱ فوریه ۲۰۰۱    |
| ۱۶۵۵۱۷ | 2001 CZ14    | ۱ فوریه ۲۰۰۱    |
| ۱۶۵۵۱۸ | 2001 CT16    | ۱ فوریه ۲۰۰۱    |
| ۱۶۵۵۱۹ | 2001 CV17    | ۱ فوریه ۲۰۰۱    |
| ۱۶۵۵۲۰ | 2001 CX18    | ۲ فوریه ۲۰۰۱    |
| ۱۶۵۵۲۱ | 2001 CC19    | ۲ فوریه ۲۰۰۱    |
| ۱۶۵۵۲۲ | 2001 CD20    | ۳ فوریه ۲۰۰۱    |
| ۱۶۵۵۲۳ | 2001 CF20    | ۳ فوریه ۲۰۰۱    |
| ۱۶۵۵۲۴ | 2001 CM22    | ۱ فوریه ۲۰۰۱    |
| ۱۶۵۵۲۵ | 2001 CK23    | ۱ فوریه ۲۰۰۱    |
| ۱۶۵۵۲۶ | 2001 CQ23    | ۱ فوریه ۲۰۰۱    |
| ۱۶۵۵۲۷ | 2001 CY23    | ۱ فوریه ۲۰۰۱    |
| ۱۶۵۵۲۸ | 2001 CK28    | ۲ فوریه ۲۰۰۱    |
| ۱۶۵۵۲۹ | 2001 CE33    | ۱۳ فوریه ۲۰۰۱   |
| ۱۶۵۵۳۰ | 2001 CG33    | ۱۳ فوریه ۲۰۰۱   |
| ۱۶۵۵۳۱ | 2001 CD37    | ۱۵ فوریه ۲۰۰۱   |
| ۱۶۵۵۳۲ | 2001 CG40    | ۱۳ فوریه ۲۰۰۱   |
| ۱۶۵۵۳۳ | 2001 CB47    | ۱۳ فوریه ۲۰۰۱   |
| ۱۶۵۵۳۴ | 2001 CC47    | ۱۳ فوریه ۲۰۰۱   |
| ۱۶۵۵۳۴ | 2001 DZ      | ۱۶ فوریه ۲۰۰۱   |
| ۱۶۵۵۳۶ | 2001 DC6     | ۱۶ فوریه ۲۰۰۱   |
| ۱۶۵۵۳۷ | 2001 DN9     | ۱۶ فوریه ۲۰۰۱   |
| ۱۶۵۵۳۸ | 2001 DV9     | ۱۶ فوریه ۲۰۰۱   |
| ۱۶۵۵۳۹ | 2001 DQ14    | ۱۷ فوریه ۲۰۰۱   |
| ۱۶۵۵۴۰ | 2001 DV19    | ۱۶ فوریه ۲۰۰۱   |
| ۱۶۵۵۴۱ | 2001 DS20    | ۱۶ فوریه ۲۰۰۱   |
| ۱۶۵۵۴۲ | 2001 DY22    | ۱۷ فوریه ۲۰۰۱   |
| ۱۶۵۵۴۳ | 2001 DK29    | ۱۷ فوریه ۲۰۰۱   |
| ۱۶۵۵۴۴ | 2001 DE30    | ۱۷ فوریه ۲۰۰۱   |
| ۱۶۵۵۴۵ | 2001 DE36    | ۱۹ فوریه ۲۰۰۱   |
| ۱۶۵۵۴۶ | 2001 DL36    | ۱۹ فوریه ۲۰۰۱   |
| ۱۶۵۵۴۷ | 2001 DM37    | ۱۹ فوریه ۲۰۰۱   |
| ۱۶۵۵۴۸ | 2001 DO37    | ۱۹ فوریه ۲۰۰۱   |
| ۱۶۵۵۴۹ | 2001 DM39    | ۱۹ فوریه ۲۰۰۱   |
| ۱۶۵۵۵۰ | 2001 DH40    | ۱۹ فوریه ۲۰۰۱   |
| ۱۶۵۵۵۱ | 2001 DZ40    | ۱۹ فوریه ۲۰۰۱   |
| ۱۶۵۵۵۲ | 2001 DS42    | ۱۹ فوریه ۲۰۰۱   |
| ۱۶۵۵۵۳ | 2001 DZ43    | ۱۹ فوریه ۲۰۰۱   |
| ۱۶۵۵۵۴ | 2001 DA44    | ۱۹ فوریه ۲۰۰۱   |
| ۱۶۵۵۵۵ | 2001 DD44    | ۱۹ فوریه ۲۰۰۱   |
| ۱۶۵۵۵۶ | 2001 DO45    | ۱۹ فوریه ۲۰۰۱   |
| ۱۶۵۵۵۷ | 2001 DR46    | ۱۹ فوریه ۲۰۰۱   |
| ۱۶۵۵۵۸ | 2001 DN47    | ۱۷ فوریه ۲۰۰۱   |
| ۱۶۵۵۵۹ | 2001 DL48    | ۱۶ فوریه ۲۰۰۱   |
| ۱۶۵۵۶۰ | 2001 DJ51    | ۱۶ فوریه ۲۰۰۱   |
| ۱۶۵۵۶۱ | 2001 DV52    | ۱۷ فوریه ۲۰۰۱   |
| ۱۶۵۵۶۲ | 2001 DD57    | ۱۶ فوریه ۲۰۰۱   |
| ۱۶۵۵۶۳ | 2001 DK57    | ۱۶ فوریه ۲۰۰۱   |
| ۱۶۵۵۶۴ | 2001 DF62    | ۱۹ فوریه ۲۰۰۱   |
| ۱۶۵۵۶۵ | 2001 DL66    | ۱۹ فوریه ۲۰۰۱   |
| ۱۶۵۵۶۶ | 2001 DA81    | ۲۶ فوریه ۲۰۰۱   |
| ۱۶۵۵۶۷ | 2001 DU82    | ۲۲ فوریه ۲۰۰۱   |
| ۱۶۵۵۶۸ | 2001 DG83    | ۲۲ فوریه ۲۰۰۱   |
| ۱۶۵۵۶۹ | 2001 DG91    | ۲۰ فوریه ۲۰۰۱   |
| ۱۶۵۵۷۰ | 2001 DX91    | ۲۰ فوریه ۲۰۰۱   |
| ۱۶۵۵۷۱ | 2001 DE92    | ۲۰ فوریه ۲۰۰۱   |
| ۱۶۵۵۷۲ | 2001 DL97    | ۱۷ فوریه ۲۰۰۱   |
| ۱۶۵۵۷۳ | 2001 DE102   | ۱۶ فوریه ۲۰۰۱   |
| ۱۶۵۵۷۴ | 2001 DH105   | ۱۶ فوریه ۲۰۰۱   |
| ۱۶۵۵۷۵ | 2001 DR107   | ۲۰ فوریه ۲۰۰۱   |
| ۱۶۵۵۷۶ | 2001 DC108   | ۱۶ فوریه ۲۰۰۱   |
| ۱۶۵۵۷۶ | 2001 EA      | ۲ مارس ۲۰۰۱     |
| ۱۶۵۵۷۸ | 2001 EZ2     | ۳ مارس ۲۰۰۱     |
| ۱۶۵۵۷۹ | 2001 EA4     | ۲ مارس ۲۰۰۱     |
| ۱۶۵۵۸۰ | 2001 ES9     | ۲ مارس ۲۰۰۱     |
| ۱۶۵۵۸۱ | 2001 ER14    | ۱۵ مارس ۲۰۰۱    |
| ۱۶۵۵۸۲ | 2001 EA17    | ۳ مارس ۲۰۰۱     |
| ۱۶۵۵۸۳ | 2001 EF22    | ۱۵ مارس ۲۰۰۱    |
| ۱۶۵۵۸۴ | 2001 EX22    | ۱۵ مارس ۲۰۰۱    |
| ۱۶۵۵۸۵ | 2001 EY22    | ۱۵ مارس ۲۰۰۱    |
| ۱۶۵۵۸۶ | 2001 FH8     | ۱۸ مارس ۲۰۰۱    |
| ۱۶۵۵۸۷ | 2001 FW9     | ۲۰ مارس ۲۰۰۱    |
| ۱۶۵۵۸۸ | 2001 FG18    | ۱۹ مارس ۲۰۰۱    |
| ۱۶۵۵۸۹ | 2001 FQ22    | ۲۱ مارس ۲۰۰۱    |
| ۱۶۵۵۹۰ | 2001 FY23    | ۱۹ مارس ۲۰۰۱    |
| ۱۶۵۵۹۱ | 2001 FU28    | ۱۹ مارس ۲۰۰۱    |
| ۱۶۵۵۹۲ | 2001 FJ30    | ۲۰ مارس ۲۰۰۱    |
| ۱۶۵۵۹۳ | 2001 FU31    | ۲۲ مارس ۲۰۰۱    |
| ۱۶۵۵۹۴ | 2001 FT40    | ۱۸ مارس ۲۰۰۱    |
| ۱۶۵۵۹۵ | 2001 FV40    | ۱۸ مارس ۲۰۰۱    |
| ۱۶۵۵۹۶ | 2001 FA41    | ۱۸ مارس ۲۰۰۱    |
| ۱۶۵۵۹۷ | 2001 FL43    | ۱۸ مارس ۲۰۰۱    |
| ۱۶۵۵۹۸ | 2001 FB46    | ۱۸ مارس ۲۰۰۱    |
| ۱۶۵۵۹۹ | 2001 FT47    | ۱۸ مارس ۲۰۰۱    |
| ۱۶۵۶۰۰ | 2001 FW49    | ۱۸ مارس ۲۰۰۱    |
| ۱۶۵۶۰۱ | 2001 FK51    | ۱۸ مارس ۲۰۰۱    |
| ۱۶۵۶۰۲ | 2001 FH55    | ۲۱ مارس ۲۰۰۱    |
| ۱۶۵۶۰۳ | 2001 FM57    | ۲۳ مارس ۲۰۰۱    |
| ۱۶۵۶۰۴ | 2001 FC59    | ۱۹ مارس ۲۰۰۱    |
| ۱۶۵۶۰۵ | 2001 FQ61    | ۱۹ مارس ۲۰۰۱    |
| ۱۶۵۶۰۶ | 2001 FJ64    | ۱۹ مارس ۲۰۰۱    |
| ۱۶۵۶۰۷ | 2001 FS66    | ۱۹ مارس ۲۰۰۱    |
| ۱۶۵۶۰۸ | 2001 FX67    | ۱۹ مارس ۲۰۰۱    |
| ۱۶۵۶۰۹ | 2001 FN69    | ۱۹ مارس ۲۰۰۱    |
| ۱۶۵۶۱۰ | 2001 FU82    | ۲۳ مارس ۲۰۰۱    |
| ۱۶۵۶۱۱ | 2001 FC84    | ۲۶ مارس ۲۰۰۱    |
| ۱۶۵۶۱۲ | Stackpole    | ۲۳ مارس ۲۰۰۱    |
| ۱۶۵۶۱۳ | 2001 FH89    | ۲۷ مارس ۲۰۰۱    |
| ۱۶۵۶۱۴ | 2001 FC96    | ۱۶ مارس ۲۰۰۱    |
| ۱۶۵۶۱۵ | 2001 FD99    | ۱۶ مارس ۲۰۰۱    |
| ۱۶۵۶۱۶ | 2001 FF102   | ۱۷ مارس ۲۰۰۱    |
| ۱۶۵۶۱۷ | 2001 FS102   | ۱۸ مارس ۲۰۰۱    |
| ۱۶۵۶۱۸ | 2001 FE106   | ۱۸ مارس ۲۰۰۱    |
| ۱۶۵۶۱۹ | 2001 FA107   | ۱۸ مارس ۲۰۰۱    |
| ۱۶۵۶۲۰ | 2001 FF109   | ۱۸ مارس ۲۰۰۱    |
| ۱۶۵۶۲۱ | 2001 FU109   | ۱۸ مارس ۲۰۰۱    |
| ۱۶۵۶۲۲ | 2001 FZ109   | ۱۸ مارس ۲۰۰۱    |
| ۱۶۵۶۲۳ | 2001 FZ113   | ۱۹ مارس ۲۰۰۱    |
| ۱۶۵۶۲۴ | 2001 FQ128   | ۱۹ مارس ۲۰۰۱    |
| ۱۶۵۶۲۵ | 2001 FA130   | ۲۹ مارس ۲۰۰۱    |
| ۱۶۵۶۲۶ | 2001 FX135   | ۲۱ مارس ۲۰۰۱    |
| ۱۶۵۶۲۷ | 2001 FZ142   | ۲۳ مارس ۲۰۰۱    |
| ۱۶۵۶۲۸ | 2001 FT146   | ۲۴ مارس ۲۰۰۱    |
| ۱۶۵۶۲۹ | 2001 FL151   | ۲۴ مارس ۲۰۰۱    |
| ۱۶۵۶۳۰ | 2001 FC156   | ۲۶ مارس ۲۰۰۱    |
| ۱۶۵۶۳۱ | 2001 FM160   | ۲۹ مارس ۲۰۰۱    |
| ۱۶۵۶۳۲ | 2001 FF163   | ۱۸ مارس ۲۰۰۱    |
| ۱۶۵۶۳۳ | 2001 FR167   | ۱۹ مارس ۲۰۰۱    |
| ۱۶۵۶۳۴ | 2001 FA171   | ۲۴ مارس ۲۰۰۱    |
| ۱۶۵۶۳۵ | 2001 FC176   | ۱۶ مارس ۲۰۰۱    |
| ۱۶۵۶۳۶ | 2001 FL180   | ۲۰ مارس ۲۰۰۱    |
| ۱۶۵۶۳۷ | 2001 FA188   | ۲۱ مارس ۲۰۰۱    |
| ۱۶۵۶۳۸ | 2001 FH192   | ۲۱ مارس ۲۰۰۱    |
| ۱۶۵۶۳۹ | 2001 GO3     | ۱۵ آوریل ۲۰۰۱   |
| ۱۶۵۶۴۰ | 2001 GO5     | ۱۵ آوریل ۲۰۰۱   |
| ۱۶۵۶۴۱ | 2001 GG10    | ۱۵ آوریل ۲۰۰۱   |
| ۱۶۵۶۴۲ | 2001 GJ11    | ۱۵ آوریل ۲۰۰۱   |
| ۱۶۵۶۴۳ | 2001 GK11    | ۱۵ آوریل ۲۰۰۱   |
| ۱۶۵۶۴۴ | 2001 HB2     | ۱۷ آوریل ۲۰۰۱   |
| ۱۶۵۶۴۵ | 2001 HX17    | ۲۴ آوریل ۲۰۰۱   |
| ۱۶۵۶۴۶ | 2001 HP19    | ۲۴ آوریل ۲۰۰۱   |
| ۱۶۵۶۴۷ | 2001 HL24    | ۲۷ آوریل ۲۰۰۱   |
| ۱۶۵۶۴۸ | 2001 HM25    | ۲۶ آوریل ۲۰۰۱   |
| ۱۶۵۶۴۹ | 2001 HC33    | ۲۷ آوریل ۲۰۰۱   |
| ۱۶۵۶۵۰ | 2001 HN36    | ۲۹ آوریل ۲۰۰۱   |
| ۱۶۵۶۵۱ | 2001 HG42    | ۱۶ آوریل ۲۰۰۱   |
| ۱۶۵۶۵۲ | 2001 HH44    | ۱۶ آوریل ۲۰۰۱   |
| ۱۶۵۶۵۳ | 2001 JP3     | ۱۵ مه ۲۰۰۱      |
| ۱۶۵۶۵۴ | 2001 JE11    | ۲ مه ۲۰۰۱       |
| ۱۶۵۶۵۵ | 2001 KB2     | ۱۹ مه ۲۰۰۱      |
| ۱۶۵۶۵۶ | 2001 KN16    | ۱۸ مه ۲۰۰۱      |
| ۱۶۵۶۵۷ | 2001 KA18    | ۲۰ مه ۲۰۰۱      |
| ۱۶۵۶۵۸ | 2001 LX5     | ۱۲ ژوئن ۲۰۰۱    |
| ۱۶۵۶۵۹ | Michaelhicks | ۱۵ ژوئن ۲۰۰۱    |
| ۱۶۵۶۶۰ | 2001 LE18    | ۱۵ ژوئن ۲۰۰۱    |
| ۱۶۵۶۶۱ | 2001 MJ1     | ۱۶ ژوئن ۲۰۰۱    |
| ۱۶۵۶۶۲ | 2001 MS29    | ۲۷ ژوئن ۲۰۰۱    |
| ۱۶۵۶۶۳ | 2001 MT29    | ۲۷ ژوئن ۲۰۰۱    |
| ۱۶۵۶۶۴ | 2001 MO30    | ۳۰ ژوئن ۲۰۰۱    |
| ۱۶۵۶۶۵ | 2001 MJ31    | ۱۶ ژوئن ۲۰۰۱    |
| ۱۶۵۶۶۶ | 2001 NF1     | ۱۲ ژوئیه ۲۰۰۱   |
| ۱۶۵۶۶۷ | 2001 NO7     | ۱۳ ژوئیه ۲۰۰۱   |
| ۱۶۵۶۶۸ | 2001 NG12    | ۱۳ ژوئیه ۲۰۰۱   |
| ۱۶۵۶۶۹ | 2001 NT16    | ۱۴ ژوئیه ۲۰۰۱   |
| ۱۶۵۶۷۰ | 2001 NH20    | ۱۳ ژوئیه ۲۰۰۱   |
| ۱۶۵۶۷۱ | 2001 OA1     | ۱۷ ژوئیه ۲۰۰۱   |
| ۱۶۵۶۷۲ | 2001 ON1     | ۱۸ ژوئیه ۲۰۰۱   |
| ۱۶۵۶۷۳ | 2001 OJ15    | ۱۸ ژوئیه ۲۰۰۱   |
| ۱۶۵۶۷۴ | 2001 OV24    | ۱۶ ژوئیه ۲۰۰۱   |
| ۱۶۵۶۷۵ | 2001 OD29    | ۱۸ ژوئیه ۲۰۰۱   |
| ۱۶۵۶۷۶ | 2001 OG41    | ۲۱ ژوئیه ۲۰۰۱   |
| ۱۶۵۶۷۷ | 2001 OG42    | ۲۲ ژوئیه ۲۰۰۱   |
| ۱۶۵۶۷۸ | 2001 OA51    | ۲۱ ژوئیه ۲۰۰۱   |
| ۱۶۵۶۷۹ | 2001 OU52    | ۲۱ ژوئیه ۲۰۰۱   |
| ۱۶۵۶۸۰ | 2001 OY58    | ۲۱ ژوئیه ۲۰۰۱   |
| ۱۶۵۶۸۱ | 2001 OO64    | ۲۴ ژوئیه ۲۰۰۱   |
| ۱۶۵۶۸۲ | 2001 OY65    | ۲۲ ژوئیه ۲۰۰۱   |
| ۱۶۵۶۸۳ | 2001 OK68    | ۱۶ ژوئیه ۲۰۰۱   |
| ۱۶۵۶۸۴ | 2001 OD71    | ۲۰ ژوئیه ۲۰۰۱   |
| ۱۶۵۶۸۵ | 2001 OA74    | ۲۷ ژوئیه ۲۰۰۱   |
| ۱۶۵۶۸۶ | 2001 OY75    | ۲۷ ژوئیه ۲۰۰۱   |
| ۱۶۵۶۸۷ | 2001 OV81    | ۲۶ ژوئیه ۲۰۰۱   |
| ۱۶۵۶۸۸ | 2001 OU87    | ۳۰ ژوئیه ۲۰۰۱   |
| ۱۶۵۶۸۹ | 2001 PY1     | ۸ اوت ۲۰۰۱      |
| ۱۶۵۶۹۰ | 2001 PA3     | ۳ اوت ۲۰۰۱      |
| ۱۶۵۶۹۱ | 2001 PM6     | ۱۰ اوت ۲۰۰۱     |
| ۱۶۵۶۹۲ | 2001 PS16    | ۹ اوت ۲۰۰۱      |
| ۱۶۵۶۹۳ | 2001 PC18    | ۹ اوت ۲۰۰۱      |
| ۱۶۵۶۹۴ | 2001 PQ28    | ۱۴ اوت ۲۰۰۱     |
| ۱۶۵۶۹۵ | 2001 PT32    | ۱۰ اوت ۲۰۰۱     |
| ۱۶۵۶۹۶ | 2001 PQ34    | ۱۰ اوت ۲۰۰۱     |
| ۱۶۵۶۹۷ | 2001 PR34    | ۱۰ اوت ۲۰۰۱     |
| ۱۶۵۶۹۸ | 2001 PA44    | ۱۵ اوت ۲۰۰۱     |
| ۱۶۵۶۹۹ | 2001 PD44    | ۱۵ اوت ۲۰۰۱     |
| ۱۶۵۷۰۰ | 2001 PQ44    | ۱۵ اوت ۲۰۰۱     |
| ۱۶۵۷۰۱ | 2001 PN46    | ۱۲ اوت ۲۰۰۱     |
| ۱۶۵۷۰۲ | 2001 PA59    | ۱۴ اوت ۲۰۰۱     |
| ۱۶۵۷۰۳ | 2001 PH60    | ۱۳ اوت ۲۰۰۱     |
| ۱۶۵۷۰۴ | 2001 PD61    | ۱۳ اوت ۲۰۰۱     |
| ۱۶۵۷۰۵ | 2001 PP61    | ۱۳ اوت ۲۰۰۱     |
| ۱۶۵۷۰۶ | 2001 PW64    | ۱ اوت ۲۰۰۱      |
| ۱۶۵۷۰۷ | 2001 PQ65    | ۱۳ اوت ۲۰۰۱     |
| ۱۶۵۷۰۸ | 2001 PB66    | ۱۵ اوت ۲۰۰۱     |
| ۱۶۵۷۰۹ | 2001 PD67    | ۹ اوت ۲۰۰۱      |
| ۱۶۵۷۱۰ | 2001 QC1     | ۱۶ اوت ۲۰۰۱     |
| ۱۶۵۷۱۱ | 2001 QY19    | ۱۶ اوت ۲۰۰۱     |
| ۱۶۵۷۱۲ | 2001 QV33    | ۱۷ اوت ۲۰۰۱     |
| ۱۶۵۷۱۳ | 2001 QF35    | ۱۶ اوت ۲۰۰۱     |
| ۱۶۵۷۱۴ | 2001 QR36    | ۱۶ اوت ۲۰۰۱     |
| ۱۶۵۷۱۵ | 2001 QP39    | ۱۶ اوت ۲۰۰۱     |
| ۱۶۵۷۱۶ | 2001 QN42    | ۱۶ اوت ۲۰۰۱     |
| ۱۶۵۷۱۷ | 2001 QR45    | ۱۶ اوت ۲۰۰۱     |
| ۱۶۵۷۱۸ | 2001 QV53    | ۱۶ اوت ۲۰۰۱     |
| ۱۶۵۷۱۹ | 2001 QB56    | ۱۶ اوت ۲۰۰۱     |
| ۱۶۵۷۲۰ | 2001 QX59    | ۱۸ اوت ۲۰۰۱     |
| ۱۶۵۷۲۱ | 2001 QZ63    | ۱۶ اوت ۲۰۰۱     |
| ۱۶۵۷۲۲ | 2001 QP68    | ۲۰ اوت ۲۰۰۱     |
| ۱۶۵۷۲۳ | 2001 QZ81    | ۱۷ اوت ۲۰۰۱     |
| ۱۶۵۷۲۴ | 2001 QC101   | ۲۰ اوت ۲۰۰۱     |
| ۱۶۵۷۲۵ | 2001 QJ101   | ۱۸ اوت ۲۰۰۱     |
| ۱۶۵۷۲۶ | 2001 QC106   | ۱۸ اوت ۲۰۰۱     |
| ۱۶۵۷۲۷ | 2001 QG106   | ۱۸ اوت ۲۰۰۱     |
| ۱۶۵۷۲۸ | 2001 QV106   | ۲۲ اوت ۲۰۰۱     |
| ۱۶۵۷۲۹ | 2001 QW106   | ۲۲ اوت ۲۰۰۱     |
| ۱۶۵۷۳۰ | 2001 QP124   | ۱۹ اوت ۲۰۰۱     |
| ۱۶۵۷۳۱ | 2001 QA125   | ۱۹ اوت ۲۰۰۱     |
| ۱۶۵۷۳۲ | 2001 QU126   | ۲۰ اوت ۲۰۰۱     |
| ۱۶۵۷۳۳ | 2001 QE127   | ۲۰ اوت ۲۰۰۱     |
| ۱۶۵۷۳۴ | 2001 QC128   | ۲۰ اوت ۲۰۰۱     |
| ۱۶۵۷۳۵ | 2001 QQ128   | ۲۰ اوت ۲۰۰۱     |
| ۱۶۵۷۳۶ | 2001 QQ131   | ۲۰ اوت ۲۰۰۱     |
| ۱۶۵۷۳۷ | 2001 QE134   | ۲۱ اوت ۲۰۰۱     |
| ۱۶۵۷۳۸ | 2001 QT154   | ۲۳ اوت ۲۰۰۱     |
| ۱۶۵۷۳۹ | 2001 QQ158   | ۲۳ اوت ۲۰۰۱     |
| ۱۶۵۷۴۰ | 2001 QH161   | ۲۳ اوت ۲۰۰۱     |
| ۱۶۵۷۴۱ | 2001 QS161   | ۲۳ اوت ۲۰۰۱     |
| ۱۶۵۷۴۲ | 2001 QO162   | ۲۳ اوت ۲۰۰۱     |
| ۱۶۵۷۴۳ | 2001 QS164   | ۲۲ اوت ۲۰۰۱     |
| ۱۶۵۷۴۴ | 2001 QG167   | ۲۴ اوت ۲۰۰۱     |
| ۱۶۵۷۴۵ | 2001 QV168   | ۲۶ اوت ۲۰۰۱     |
| ۱۶۵۷۴۶ | 2001 QH171   | ۲۵ اوت ۲۰۰۱     |
| ۱۶۵۷۴۷ | 2001 QT184   | ۲۱ اوت ۲۰۰۱     |
| ۱۶۵۷۴۸ | 2001 QR186   | ۲۱ اوت ۲۰۰۱     |
| ۱۶۵۷۴۹ | 2001 QT187   | ۲۱ اوت ۲۰۰۱     |
| ۱۶۵۷۵۰ | 2001 QO189   | ۲۲ اوت ۲۰۰۱     |
| ۱۶۵۷۵۱ | 2001 QA191   | ۲۲ اوت ۲۰۰۱     |
| ۱۶۵۷۵۲ | 2001 QF202   | ۲۳ اوت ۲۰۰۱     |
| ۱۶۵۷۵۳ | 2001 QM202   | ۲۳ اوت ۲۰۰۱     |
| ۱۶۵۷۵۴ | 2001 QZ202   | ۲۳ اوت ۲۰۰۱     |
| ۱۶۵۷۵۵ | 2001 QK207   | ۲۳ اوت ۲۰۰۱     |
| ۱۶۵۷۵۶ | 2001 QT208   | ۲۳ اوت ۲۰۰۱     |
| ۱۶۵۷۵۷ | 2001 QV209   | ۲۳ اوت ۲۰۰۱     |
| ۱۶۵۷۵۸ | 2001 QR217   | ۲۳ اوت ۲۰۰۱     |
| ۱۶۵۷۵۹ | 2001 QU227   | ۲۴ اوت ۲۰۰۱     |
| ۱۶۵۷۶۰ | 2001 QA228   | ۲۴ اوت ۲۰۰۱     |
| ۱۶۵۷۶۱ | 2001 QD228   | ۲۴ اوت ۲۰۰۱     |
| ۱۶۵۷۶۲ | 2001 QL228   | ۲۴ اوت ۲۰۰۱     |
| ۱۶۵۷۶۳ | 2001 QV229   | ۲۴ اوت ۲۰۰۱     |
| ۱۶۵۷۶۴ | 2001 QO232   | ۲۴ اوت ۲۰۰۱     |
| ۱۶۵۷۶۵ | 2001 QW236   | ۲۴ اوت ۲۰۰۱     |
| ۱۶۵۷۶۶ | 2001 QA241   | ۲۴ اوت ۲۰۰۱     |
| ۱۶۵۷۶۷ | 2001 QC241   | ۲۴ اوت ۲۰۰۱     |
| ۱۶۵۷۶۸ | 2001 QO243   | ۲۴ اوت ۲۰۰۱     |
| ۱۶۵۷۶۹ | 2001 QJ244   | ۲۴ اوت ۲۰۰۱     |
| ۱۶۵۷۷۰ | 2001 QC250   | ۲۴ اوت ۲۰۰۱     |
| ۱۶۵۷۷۱ | 2001 QS250   | ۲۴ اوت ۲۰۰۱     |
| ۱۶۵۷۷۲ | 2001 QL251   | ۲۵ اوت ۲۰۰۱     |
| ۱۶۵۷۷۳ | 2001 QC255   | ۲۵ اوت ۲۰۰۱     |
| ۱۶۵۷۷۴ | 2001 QE255   | ۲۵ اوت ۲۰۰۱     |
| ۱۶۵۷۷۵ | 2001 QE262   | ۲۵ اوت ۲۰۰۱     |
| ۱۶۵۷۷۶ | 2001 QD265   | ۲۶ اوت ۲۰۰۱     |
| ۱۶۵۷۷۷ | 2001 QG265   | ۲۶ اوت ۲۰۰۱     |
| ۱۶۵۷۷۸ | 2001 QN266   | ۲۰ اوت ۲۰۰۱     |
| ۱۶۵۷۷۹ | 2001 QB268   | ۲۰ اوت ۲۰۰۱     |
| ۱۶۵۷۸۰ | 2001 QP279   | ۱۹ اوت ۲۰۰۱     |
| ۱۶۵۷۸۱ | 2001 QE283   | ۱۸ اوت ۲۰۰۱     |
| ۱۶۵۷۸۲ | 2001 QO330   | ۲۷ اوت ۲۰۰۱     |
| ۱۶۵۷۸۳ | 2001 RQ1     | ۷ سپتامبر ۲۰۰۱  |
| ۱۶۵۷۸۴ | 2001 RN5     | ۹ سپتامبر ۲۰۰۱  |
| ۱۶۵۷۸۵ | 2001 RT5     | ۹ سپتامبر ۲۰۰۱  |
| ۱۶۵۷۸۶ | 2001 RW5     | ۹ سپتامبر ۲۰۰۱  |
| ۱۶۵۷۸۷ | 2001 RU9     | ۱۰ سپتامبر ۲۰۰۱ |
| ۱۶۵۷۸۸ | 2001 RV19    | ۷ سپتامبر ۲۰۰۱  |
| ۱۶۵۷۸۹ | 2001 RZ20    | ۷ سپتامبر ۲۰۰۱  |
| ۱۶۵۷۹۰ | 2001 RA28    | ۷ سپتامبر ۲۰۰۱  |
| ۱۶۵۷۹۱ | 2001 RN29    | ۷ سپتامبر ۲۰۰۱  |
| ۱۶۵۷۹۲ | 2001 RN33    | ۸ سپتامبر ۲۰۰۱  |
| ۱۶۵۷۹۳ | 2001 RQ33    | ۸ سپتامبر ۲۰۰۱  |
| ۱۶۵۷۹۴ | 2001 RX34    | ۸ سپتامبر ۲۰۰۱  |
| ۱۶۵۷۹۵ | 2001 RG36    | ۸ سپتامبر ۲۰۰۱  |
| ۱۶۵۷۹۶ | 2001 RL36    | ۸ سپتامبر ۲۰۰۱  |
| ۱۶۵۷۹۷ | 2001 RK37    | ۸ سپتامبر ۲۰۰۱  |
| ۱۶۵۷۹۸ | 2001 RU41    | ۱۱ سپتامبر ۲۰۰۱ |
| ۱۶۵۷۹۹ | 2001 RJ48    | ۱۱ سپتامبر ۲۰۰۱ |
| ۱۶۵۸۰۰ | 2001 RJ50    | ۱۰ سپتامبر ۲۰۰۱ |
| ۱۶۵۸۰۱ | 2001 RO52    | ۱۲ سپتامبر ۲۰۰۱ |
| ۱۶۵۸۰۲ | 2001 RN54    | ۱۲ سپتامبر ۲۰۰۱ |
| ۱۶۵۸۰۳ | 2001 RN55    | ۱۲ سپتامبر ۲۰۰۱ |
| ۱۶۵۸۰۴ | 2001 RZ57    | ۱۲ سپتامبر ۲۰۰۱ |
| ۱۶۵۸۰۵ | 2001 RB58    | ۱۲ سپتامبر ۲۰۰۱ |
| ۱۶۵۸۰۶ | 2001 RC60    | ۱۲ سپتامبر ۲۰۰۱ |
| ۱۶۵۸۰۷ | 2001 RS62    | ۱۲ سپتامبر ۲۰۰۱ |
| ۱۶۵۸۰۸ | 2001 RO66    | ۱۰ سپتامبر ۲۰۰۱ |
| ۱۶۵۸۰۹ | 2001 RK78    | ۱۰ سپتامبر ۲۰۰۱ |
| ۱۶۵۸۱۰ | 2001 RW79    | ۱۲ سپتامبر ۲۰۰۱ |
| ۱۶۵۸۱۱ | 2001 RH81    | ۱۴ سپتامبر ۲۰۰۱ |
| ۱۶۵۸۱۲ | 2001 RE84    | ۱۱ سپتامبر ۲۰۰۱ |
| ۱۶۵۸۱۳ | 2001 RJ87    | ۱۱ سپتامبر ۲۰۰۱ |
| ۱۶۵۸۱۴ | 2001 RY96    | ۱۲ سپتامبر ۲۰۰۱ |
| ۱۶۵۸۱۵ | 2001 RF100   | ۱۲ سپتامبر ۲۰۰۱ |
| ۱۶۵۸۱۶ | 2001 RU100   | ۱۲ سپتامبر ۲۰۰۱ |
| ۱۶۵۸۱۷ | 2001 RU101   | ۱۲ سپتامبر ۲۰۰۱ |
| ۱۶۵۸۱۸ | 2001 RE102   | ۱۲ سپتامبر ۲۰۰۱ |
| ۱۶۵۸۱۹ | 2001 RT108   | ۱۲ سپتامبر ۲۰۰۱ |
| ۱۶۵۸۲۰ | 2001 RF111   | ۱۲ سپتامبر ۲۰۰۱ |
| ۱۶۵۸۲۱ | 2001 RK112   | ۱۲ سپتامبر ۲۰۰۱ |
| ۱۶۵۸۲۲ | 2001 RO112   | ۱۲ سپتامبر ۲۰۰۱ |
| ۱۶۵۸۲۳ | 2001 RJ113   | ۱۲ سپتامبر ۲۰۰۱ |
| ۱۶۵۸۲۴ | 2001 RY114   | ۱۲ سپتامبر ۲۰۰۱ |
| ۱۶۵۸۲۵ | 2001 RS117   | ۱۲ سپتامبر ۲۰۰۱ |
| ۱۶۵۸۲۶ | 2001 RU117   | ۱۲ سپتامبر ۲۰۰۱ |
| ۱۶۵۸۲۷ | 2001 RX118   | ۱۲ سپتامبر ۲۰۰۱ |
| ۱۶۵۸۲۸ | 2001 RK123   | ۱۲ سپتامبر ۲۰۰۱ |
| ۱۶۵۸۲۹ | 2001 RO127   | ۱۲ سپتامبر ۲۰۰۱ |
| ۱۶۵۸۳۰ | 2001 RV128   | ۱۲ سپتامبر ۲۰۰۱ |
| ۱۶۵۸۳۱ | 2001 RD131   | ۱۲ سپتامبر ۲۰۰۱ |
| ۱۶۵۸۳۲ | 2001 RH131   | ۱۲ سپتامبر ۲۰۰۱ |
| ۱۶۵۸۳۳ | 2001 RY134   | ۱۲ سپتامبر ۲۰۰۱ |
| ۱۶۵۸۳۴ | 2001 RW135   | ۱۲ سپتامبر ۲۰۰۱ |
| ۱۶۵۸۳۵ | 2001 RD138   | ۱۲ سپتامبر ۲۰۰۱ |
| ۱۶۵۸۳۶ | 2001 RJ140   | ۱۲ سپتامبر ۲۰۰۱ |
| ۱۶۵۸۳۷ | 2001 RO141   | ۱۲ سپتامبر ۲۰۰۱ |
| ۱۶۵۸۳۸ | 2001 RA143   | ۱۵ سپتامبر ۲۰۰۱ |
| ۱۶۵۸۳۹ | 2001 RW144   | ۶ سپتامبر ۲۰۰۱  |
| ۱۶۵۸۴۰ | 2001 RQ146   | ۹ سپتامبر ۲۰۰۱  |
| ۱۶۵۸۴۱ | 2001 RC147   | ۹ سپتامبر ۲۰۰۱  |
| ۱۶۵۸۴۲ | 2001 RE153   | ۱۲ سپتامبر ۲۰۰۱ |
| ۱۶۵۸۴۳ | 2001 RB154   | ۱۵ سپتامبر ۲۰۰۱ |
| ۱۶۵۸۴۴ | 2001 SB6     | ۱۸ سپتامبر ۲۰۰۱ |
| ۱۶۵۸۴۵ | 2001 SP10    | ۱۶ سپتامبر ۲۰۰۱ |
| ۱۶۵۸۴۶ | 2001 SE11    | ۱۶ سپتامبر ۲۰۰۱ |
| ۱۶۵۸۴۷ | 2001 SE12    | ۱۶ سپتامبر ۲۰۰۱ |
| ۱۶۵۸۴۸ | 2001 SV13    | ۱۶ سپتامبر ۲۰۰۱ |
| ۱۶۵۸۴۹ | 2001 SD16    | ۱۶ سپتامبر ۲۰۰۱ |
| ۱۶۵۸۵۰ | 2001 SK16    | ۱۶ سپتامبر ۲۰۰۱ |
| ۱۶۵۸۵۱ | 2001 SP18    | ۱۶ سپتامبر ۲۰۰۱ |
| ۱۶۵۸۵۲ | 2001 SG19    | ۱۶ سپتامبر ۲۰۰۱ |
| ۱۶۵۸۵۳ | 2001 SD20    | ۱۶ سپتامبر ۲۰۰۱ |
| ۱۶۵۸۵۴ | 2001 SQ23    | ۱۶ سپتامبر ۲۰۰۱ |
| ۱۶۵۸۵۵ | 2001 SH24    | ۱۶ سپتامبر ۲۰۰۱ |
| ۱۶۵۸۵۶ | 2001 SP30    | ۱۶ سپتامبر ۲۰۰۱ |
| ۱۶۵۸۵۷ | 2001 SF34    | ۱۶ سپتامبر ۲۰۰۱ |
| ۱۶۵۸۵۸ | 2001 SX35    | ۱۶ سپتامبر ۲۰۰۱ |
| ۱۶۵۸۵۹ | 2001 SD40    | ۱۶ سپتامبر ۲۰۰۱ |
| ۱۶۵۸۶۰ | 2001 SB43    | ۱۶ سپتامبر ۲۰۰۱ |
| ۱۶۵۸۶۱ | 2001 SM45    | ۱۶ سپتامبر ۲۰۰۱ |
| ۱۶۵۸۶۲ | 2001 SF78    | ۱۹ سپتامبر ۲۰۰۱ |
| ۱۶۵۸۶۳ | 2001 SF80    | ۲۰ سپتامبر ۲۰۰۱ |
| ۱۶۵۸۶۴ | 2001 SW86    | ۲۰ سپتامبر ۲۰۰۱ |
| ۱۶۵۸۶۵ | 2001 SK88    | ۲۰ سپتامبر ۲۰۰۱ |
| ۱۶۵۸۶۶ | 2001 SL89    | ۲۰ سپتامبر ۲۰۰۱ |
| ۱۶۵۸۶۷ | 2001 SQ91    | ۲۰ سپتامبر ۲۰۰۱ |
| ۱۶۵۸۶۸ | 2001 SO95    | ۲۰ سپتامبر ۲۰۰۱ |
| ۱۶۵۸۶۹ | 2001 ST101   | ۲۰ سپتامبر ۲۰۰۱ |
| ۱۶۵۸۷۰ | 2001 SY121   | ۱۶ سپتامبر ۲۰۰۱ |
| ۱۶۵۸۷۱ | 2001 SE124   | ۱۶ سپتامبر ۲۰۰۱ |
| ۱۶۵۸۷۲ | 2001 SW125   | ۱۶ سپتامبر ۲۰۰۱ |
| ۱۶۵۸۷۳ | 2001 SK126   | ۱۶ سپتامبر ۲۰۰۱ |
| ۱۶۵۸۷۴ | 2001 SP128   | ۱۶ سپتامبر ۲۰۰۱ |
| ۱۶۵۸۷۵ | 2001 SK129   | ۱۶ سپتامبر ۲۰۰۱ |
| ۱۶۵۸۷۶ | 2001 SZ129   | ۱۶ سپتامبر ۲۰۰۱ |
| ۱۶۵۸۷۷ | 2001 SH137   | ۱۶ سپتامبر ۲۰۰۱ |
| ۱۶۵۸۷۸ | 2001 SS137   | ۱۶ سپتامبر ۲۰۰۱ |
| ۱۶۵۸۷۹ | 2001 SQ140   | ۱۶ سپتامبر ۲۰۰۱ |
| ۱۶۵۸۸۰ | 2001 SF143   | ۱۶ سپتامبر ۲۰۰۱ |
| ۱۶۵۸۸۱ | 2001 SX153   | ۱۷ سپتامبر ۲۰۰۱ |
| ۱۶۵۸۸۲ | 2001 SC154   | ۱۷ سپتامبر ۲۰۰۱ |
| ۱۶۵۸۸۳ | 2001 ST164   | ۱۷ سپتامبر ۲۰۰۱ |
| ۱۶۵۸۸۴ | 2001 SO165   | ۱۹ سپتامبر ۲۰۰۱ |
| ۱۶۵۸۸۵ | 2001 SP165   | ۱۹ سپتامبر ۲۰۰۱ |
| ۱۶۵۸۸۶ | 2001 SY184   | ۱۹ سپتامبر ۲۰۰۱ |
| ۱۶۵۸۸۷ | 2001 SH186   | ۱۹ سپتامبر ۲۰۰۱ |
| ۱۶۵۸۸۸ | 2001 SJ196   | ۱۹ سپتامبر ۲۰۰۱ |
| ۱۶۵۸۸۹ | 2001 SY197   | ۱۹ سپتامبر ۲۰۰۱ |
| ۱۶۵۸۹۰ | 2001 SW198   | ۱۹ سپتامبر ۲۰۰۱ |
| ۱۶۵۸۹۱ | 2001 SH199   | ۱۹ سپتامبر ۲۰۰۱ |
| ۱۶۵۸۹۲ | 2001 SP199   | ۱۹ سپتامبر ۲۰۰۱ |
| ۱۶۵۸۹۳ | 2001 SF201   | ۱۹ سپتامبر ۲۰۰۱ |
| ۱۶۵۸۹۴ | 2001 SJ202   | ۱۹ سپتامبر ۲۰۰۱ |
| ۱۶۵۸۹۵ | 2001 SU217   | ۱۹ سپتامبر ۲۰۰۱ |
| ۱۶۵۸۹۶ | 2001 SZ223   | ۱۹ سپتامبر ۲۰۰۱ |
| ۱۶۵۸۹۷ | 2001 SA235   | ۱۹ سپتامبر ۲۰۰۱ |
| ۱۶۵۸۹۸ | 2001 ST250   | ۱۹ سپتامبر ۲۰۰۱ |
| ۱۶۵۸۹۹ | 2001 SA292   | ۲۳ سپتامبر ۲۰۰۱ |
| ۱۶۵۹۰۰ | 2001 SB294   | ۱۹ سپتامبر ۲۰۰۱ |
| ۱۶۵۹۰۱ | 2001 SZ303   | ۲۰ سپتامبر ۲۰۰۱ |
| ۱۶۵۹۰۲ | 2001 SQ307   | ۲۱ سپتامبر ۲۰۰۱ |
| ۱۶۵۹۰۳ | 2001 SS307   | ۲۱ سپتامبر ۲۰۰۱ |
| ۱۶۵۹۰۴ | 2001 SJ311   | ۱۹ سپتامبر ۲۰۰۱ |
| ۱۶۵۹۰۵ | 2001 ST314   | ۲۳ سپتامبر ۲۰۰۱ |
| ۱۶۵۹۰۶ | 2001 SM323   | ۲۵ سپتامبر ۲۰۰۱ |
| ۱۶۵۹۰۷ | 2001 SC329   | ۱۹ سپتامبر ۲۰۰۱ |
| ۱۶۵۹۰۸ | 2001 SH334   | ۱۹ سپتامبر ۲۰۰۱ |
| ۱۶۵۹۰۹ | 2001 SN344   | ۲۳ سپتامبر ۲۰۰۱ |
| ۱۶۵۹۱۰ | 2001 TG5     | ۱۰ اکتبر ۲۰۰۱   |
| ۱۶۵۹۱۱ | 2001 TD7     | ۱۰ اکتبر ۲۰۰۱   |
| ۱۶۵۹۱۲ | 2001 TE7     | ۱۱ اکتبر ۲۰۰۱   |
| ۱۶۵۹۱۳ | 2001 TF8     | ۹ اکتبر ۲۰۰۱    |
| ۱۶۵۹۱۴ | 2001 TE31    | ۱۴ اکتبر ۲۰۰۱   |
| ۱۶۵۹۱۵ | 2001 TK54    | ۱۴ اکتبر ۲۰۰۱   |
| ۱۶۵۹۱۶ | 2001 TD55    | ۱۴ اکتبر ۲۰۰۱   |
| ۱۶۵۹۱۷ | 2001 TT64    | ۱۳ اکتبر ۲۰۰۱   |
| ۱۶۵۹۱۸ | 2001 TA122   | ۱۵ اکتبر ۲۰۰۱   |
| ۱۶۵۹۱۹ | 2001 TL125   | ۱۲ اکتبر ۲۰۰۱   |
| ۱۶۵۹۲۰ | 2001 TL129   | ۱۵ اکتبر ۲۰۰۱   |
| ۱۶۵۹۲۱ | 2001 TQ132   | ۱۲ اکتبر ۲۰۰۱   |
| ۱۶۵۹۲۲ | 2001 TK144   | ۱۰ اکتبر ۲۰۰۱   |
| ۱۶۵۹۲۳ | 2001 TM144   | ۱۰ اکتبر ۲۰۰۱   |
| ۱۶۵۹۲۴ | 2001 TG147   | ۱۰ اکتبر ۲۰۰۱   |
| ۱۶۵۹۲۵ | 2001 TQ162   | ۱۱ اکتبر ۲۰۰۱   |
| ۱۶۵۹۲۶ | 2001 TG164   | ۱۱ اکتبر ۲۰۰۱   |
| ۱۶۵۹۲۷ | 2001 TA178   | ۱۴ اکتبر ۲۰۰۱   |
| ۱۶۵۹۲۸ | 2001 TS196   | ۱۵ اکتبر ۲۰۰۱   |
| ۱۶۵۹۲۹ | 2001 TC211   | ۱۳ اکتبر ۲۰۰۱   |
| ۱۶۵۹۳۰ | 2001 TV211   | ۱۳ اکتبر ۲۰۰۱   |
| ۱۶۵۹۳۱ | 2001 TF212   | ۱۳ اکتبر ۲۰۰۱   |
| ۱۶۵۹۳۲ | 2001 TB226   | ۱۴ اکتبر ۲۰۰۱   |
| ۱۶۵۹۳۳ | 2001 UJ14    | ۲۴ اکتبر ۲۰۰۱   |
| ۱۶۵۹۳۴ | 2001 UY21    | ۱۷ اکتبر ۲۰۰۱   |
| ۱۶۵۹۳۵ | 2001 UU22    | ۱۸ اکتبر ۲۰۰۱   |
| ۱۶۵۹۳۶ | 2001 UK30    | ۱۶ اکتبر ۲۰۰۱   |
| ۱۶۵۹۳۷ | 2001 UV31    | ۱۶ اکتبر ۲۰۰۱   |
| ۱۶۵۹۳۸ | 2001 UP40    | ۱۷ اکتبر ۲۰۰۱   |
| ۱۶۵۹۳۹ | 2001 UN98    | ۱۷ اکتبر ۲۰۰۱   |
| ۱۶۵۹۴۰ | 2001 UN103   | ۲۰ اکتبر ۲۰۰۱   |
| ۱۶۵۹۴۱ | 2001 UK110   | ۲۱ اکتبر ۲۰۰۱   |
| ۱۶۵۹۴۲ | 2001 UB125   | ۲۲ اکتبر ۲۰۰۱   |
| ۱۶۵۹۴۳ | 2001 UD147   | ۲۳ اکتبر ۲۰۰۱   |
| ۱۶۵۹۴۴ | 2001 UV155   | ۲۳ اکتبر ۲۰۰۱   |
| ۱۶۵۹۴۵ | 2001 UQ169   | ۲۰ اکتبر ۲۰۰۱   |
| ۱۶۵۹۴۶ | 2001 UL197   | ۱۹ اکتبر ۲۰۰۱   |
| ۱۶۵۹۴۷ | 2001 VD117   | ۱۲ نوامبر ۲۰۰۱  |
| ۱۶۵۹۴۸ | 2001 VG126   | ۱۴ نوامبر ۲۰۰۱  |
| ۱۶۵۹۴۹ | 2001 WY1     | ۱۸ نوامبر ۲۰۰۱  |
| ۱۶۵۹۵۰ | 2001 WG5     | ۲۱ نوامبر ۲۰۰۱  |
| ۱۶۵۹۵۱ | 2001 WK69    | ۲۰ نوامبر ۲۰۰۱  |
| ۱۶۵۹۵۲ | 2001 WN92    | ۲۱ نوامبر ۲۰۰۱  |
| ۱۶۵۹۵۳ | 2001 XT18    | ۹ دسامبر ۲۰۰۱   |
| ۱۶۵۹۵۴ | 2001 XP46    | ۹ دسامبر ۲۰۰۱   |
| ۱۶۵۹۵۵ | 2001 XO62    | ۱۴ دسامبر ۲۰۰۱  |
| ۱۶۵۹۵۶ | 2001 XM68    | ۱۰ دسامبر ۲۰۰۱  |
| ۱۶۵۹۵۷ | 2001 XT87    | ۱۳ دسامبر ۲۰۰۱  |
| ۱۶۵۹۵۸ | 2001 XR103   | ۱۴ دسامبر ۲۰۰۱  |
| ۱۶۵۹۵۹ | 2001 XK111   | ۱۱ دسامبر ۲۰۰۱  |
| ۱۶۵۹۶۰ | 2001 XR157   | ۱۴ دسامبر ۲۰۰۱  |
| ۱۶۵۹۶۱ | 2001 XV164   | ۱۴ دسامبر ۲۰۰۱  |
| ۱۶۵۹۶۲ | 2001 XM168   | ۱۴ دسامبر ۲۰۰۱  |
| ۱۶۵۹۶۳ | 2001 XS168   | ۱۴ دسامبر ۲۰۰۱  |
| ۱۶۵۹۶۴ | 2001 XT173   | ۱۴ دسامبر ۲۰۰۱  |
| ۱۶۵۹۶۵ | 2001 XT184   | ۱۴ دسامبر ۲۰۰۱  |
| ۱۶۵۹۶۶ | 2001 XP190   | ۱۴ دسامبر ۲۰۰۱  |
| ۱۶۵۹۶۷ | 2001 XN199   | ۱۴ دسامبر ۲۰۰۱  |
| ۱۶۵۹۶۸ | 2001 XB210   | ۱۱ دسامبر ۲۰۰۱  |
| ۱۶۵۹۶۹ | 2001 XN213   | ۱۱ دسامبر ۲۰۰۱  |
| ۱۶۵۹۷۰ | 2001 XH232   | ۱۵ دسامبر ۲۰۰۱  |
| ۱۶۵۹۷۱ | 2001 XL237   | ۱۵ دسامبر ۲۰۰۱  |
| ۱۶۵۹۷۲ | 2001 XE242   | ۱۴ دسامبر ۲۰۰۱  |
| ۱۶۵۹۷۳ | 2001 XT251   | ۱۴ دسامبر ۲۰۰۱  |
| ۱۶۵۹۷۴ | 2001 XP260   | ۱۰ دسامبر ۲۰۰۱  |
| ۱۶۵۹۷۵ | 2001 YH4     | ۲۳ دسامبر ۲۰۰۱  |
| ۱۶۵۹۷۶ | 2001 YP27    | ۱۸ دسامبر ۲۰۰۱  |
| ۱۶۵۹۷۷ | 2001 YO31    | ۱۸ دسامبر ۲۰۰۱  |
| ۱۶۵۹۷۸ | 2001 YL85    | ۱۸ دسامبر ۲۰۰۱  |
| ۱۶۵۹۷۹ | 2001 YR88    | ۱۸ دسامبر ۲۰۰۱  |
| ۱۶۵۹۸۰ | 2001 YZ89    | ۱۸ دسامبر ۲۰۰۱  |
| ۱۶۵۹۸۱ | 2001 YR90    | ۱۸ دسامبر ۲۰۰۱  |
| ۱۶۵۹۸۲ | 2001 YM96    | ۱۸ دسامبر ۲۰۰۱  |
| ۱۶۵۹۸۳ | 2001 YY99    | ۱۷ دسامبر ۲۰۰۱  |
| ۱۶۵۹۸۴ | 2001 YK109   | ۱۸ دسامبر ۲۰۰۱  |
| ۱۶۵۹۸۵ | 2001 YR114   | ۱۹ دسامبر ۲۰۰۱  |
| ۱۶۵۹۸۶ | 2001 YZ116   | ۱۸ دسامبر ۲۰۰۱  |
| ۱۶۵۹۸۷ | 2001 YJ127   | ۱۷ دسامبر ۲۰۰۱  |
| ۱۶۵۹۸۸ | 2001 YQ138   | ۱۸ دسامبر ۲۰۰۱  |
| ۱۶۵۹۸۹ | 2001 YE139   | ۲۳ دسامبر ۲۰۰۱  |
| ۱۶۵۹۹۰ | 2001 YO148   | ۱۸ دسامبر ۲۰۰۱  |
| ۱۶۵۹۹۱ | 2001 YL149   | ۱۹ دسامبر ۲۰۰۱  |
| ۱۶۵۹۹۲ | 2001 YY156   | ۱۷ دسامبر ۲۰۰۱  |
| ۱۶۵۹۹۳ | 2002 AN6     | ۹ ژانویه ۲۰۰۲   |
| ۱۶۵۹۹۴ | 2002 AO20    | ۶ ژانویه ۲۰۰۲   |
| ۱۶۵۹۹۵ | 2002 AS23    | ۵ ژانویه ۲۰۰۲   |
| ۱۶۵۹۹۶ | 2002 AH30    | ۹ ژانویه ۲۰۰۲   |
| ۱۶۵۹۹۷ | 2002 AP31    | ۹ ژانویه ۲۰۰۲   |
| ۱۶۵۹۹۸ | 2002 AH34    | ۱۲ ژانویه ۲۰۰۲  |
| ۱۶۵۹۹۹ | 2002 AR45    | ۹ ژانویه ۲۰۰۲   |
| ۱۶۶۰۰۰ | 2002 AO47    | ۹ ژانویه ۲۰۰۲   |